# Ливия
Ли́вия (араб. لِيبْيَا‎), полное официальное название: Госуда́рство Ли́вия (араб. دَوْلَةُ لِيبْيَا‎ Dawlat Libya, бербер. ⵜⴰⵎⵓⵔⵜ ⵏ ⵍⵉⴱⵢⴰ Tamurt n Libya) — государство в Северной Африке на побережье Средиземного моря, самая восточная страна Магриба.
На западе граничит с Алжиром, на северо-западе с Тунисом, на юге с Чадом и Нигером, на юго-востоке с Суданом, на востоке с Египтом. На севере омывается Средиземным морем. Ливия традиционно делится на три части: Триполитания (запад), Киренаика (восток) и Феццан (юг).
Столица — Триполи. В ней проживает 1,7 миллиона из 6,3 миллиона ливийцев. Государственный язык — арабский; в стране используется местный диалект.
Ливия получила независимость в 1951 году под управлением короля Идриса I. В 1969 году король был свергнут в результате военного переворота под руководством Муаммара Каддафи, который оставался лидером Ливии 42 года. В том же году Ливия провозглашена республикой. C 1977 по 2011 год в стране существовал особый политический режим, основанный на «Третьей всемирной теории» Каддафи — Ливийская джамахирия. В 2011 году, во время Арабской весны, в Ливии начались антиправительственные демонстрации и выступления, жестокое подавление которых спровоцировало интервенцию западных стран, в ходе которой Каддафи был свергнут и убит. Ливийская государственность после этого окончательно не восстановилась; в стране не сложилось прочного правительства, и сохраняется высокий уровень политической нестабильности. Гражданская война продолжилась между различными исламистскими группировками и международно признанным правительством. В 2014 году началась гражданская война, завершившаяся 23 октября 2020 года.
Нефтяные месторождения помогли сделать Ливию одним из самых богатых государств Африки с 6-м по величине ИЧР, шестым по величине ВВП на душу населения (номинал) в Африке (после Республики Сейшельские Острова, Республики Маврикий, Экваториальной Гвинеи, Габона и Ботсваны) и третьем по величине ВВП на душу населения (ППС) в Африке (после Республики Сейшельские Острова и Республики Маврикий).

## Этимология

### Топонимия
Позже II тысячелетии до н. э. к западу от Нила в одном из племён образовалось политическое объединение Либу (вариант Ребу), по имени которого и эта земля, и вся известная грекам Африка позднее получили название Ливия в противоположность внутренней terra incognita, которая со времён Геродота называлась Эфиопией. Однако вплоть до начала XX в. топоним Ливия не использовался в отношении какой-либо конкретной территории. Только в 1934 году он был снова введён в употребление как название итальянской колонии (итал. Libia italiana) в Северной Африке. В 1951 году Ливия получила независимость.

### Современное нормативное русское название
В 1966 году были официально утверждены правила по русской передаче арабских географических названий. Согласно правилам транскрипции страна должна называться Либией (араб. لِيبْيَا‎). Однако за страной сохранена традиционная форма названия Ливия, заимствованная из византийского греческого языка. В 1986 году в Словаре географических названий зарубежных стран также зафиксировано нормативное написание названия в традиционной форме Ливия, обязательное для использования всеми советскими министерствами, ведомствами, учреждениями, предприятиями и организациями.

## Географические данные

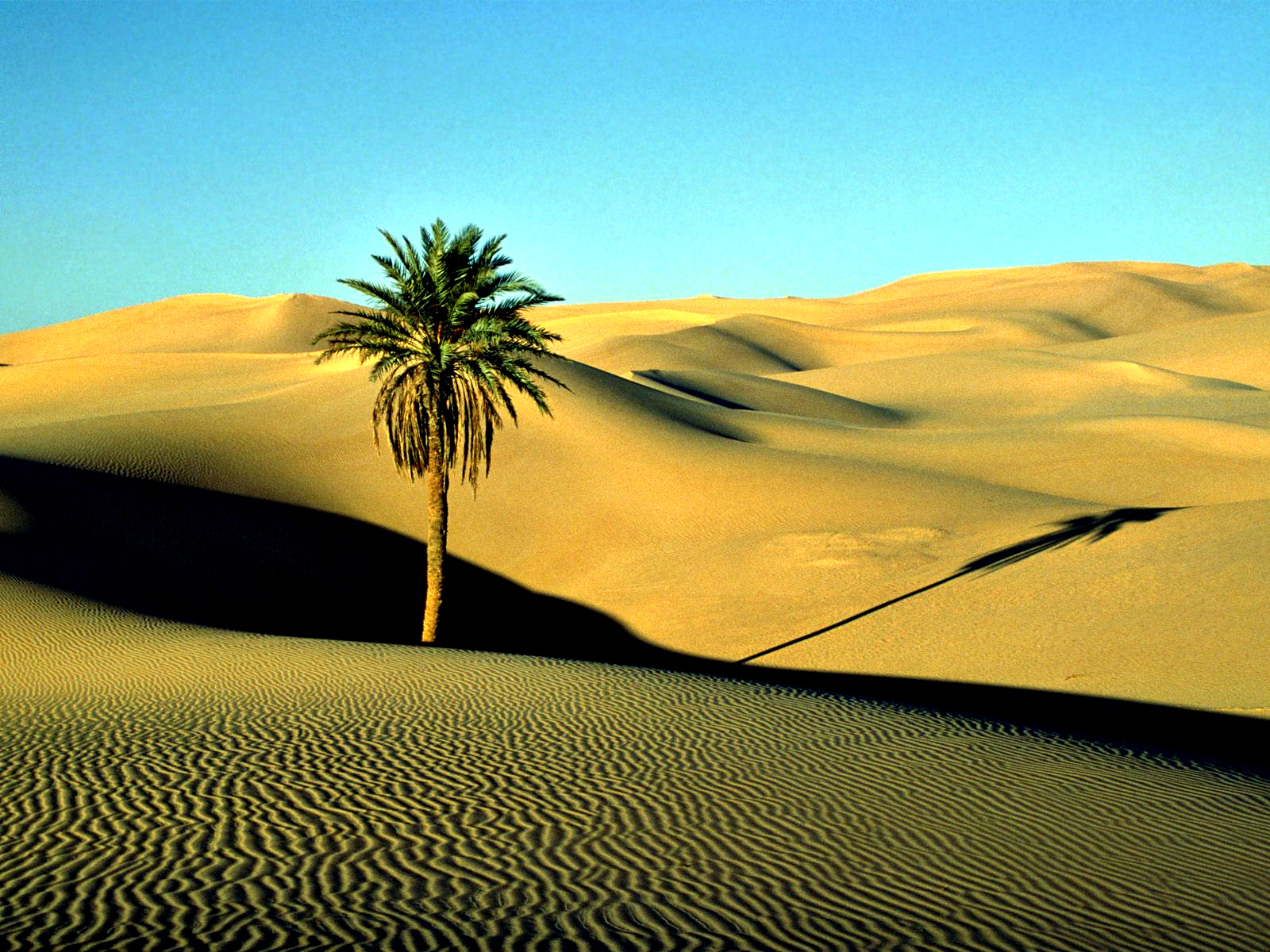
Пустыня Сахара. Ливия

Ливия граничит с 6 государствами:  Алжир,  Тунис,  Египет,  Нигер,  Чад,  Судан.
Береговая линия Ливии составляет 1770 км, самая большая среди африканских стран Средиземноморья. Прилегающую к Ливии часть Средиземного моря часто называют Ливийским морем. При площади 1 759 541 км², 90 % которой занимают пустыни, Ливия — четвёртая по площади страна Африки и шестнадцатая в мире. Климат, в основном, сухой пустынный, но в прибрежной полосе мягкий средиземноморский, а в районе Бенгази на востоке страны влажный. Часты пыльные бури — сирокко, в Ливии называемые гибли.

#### Растительный мир

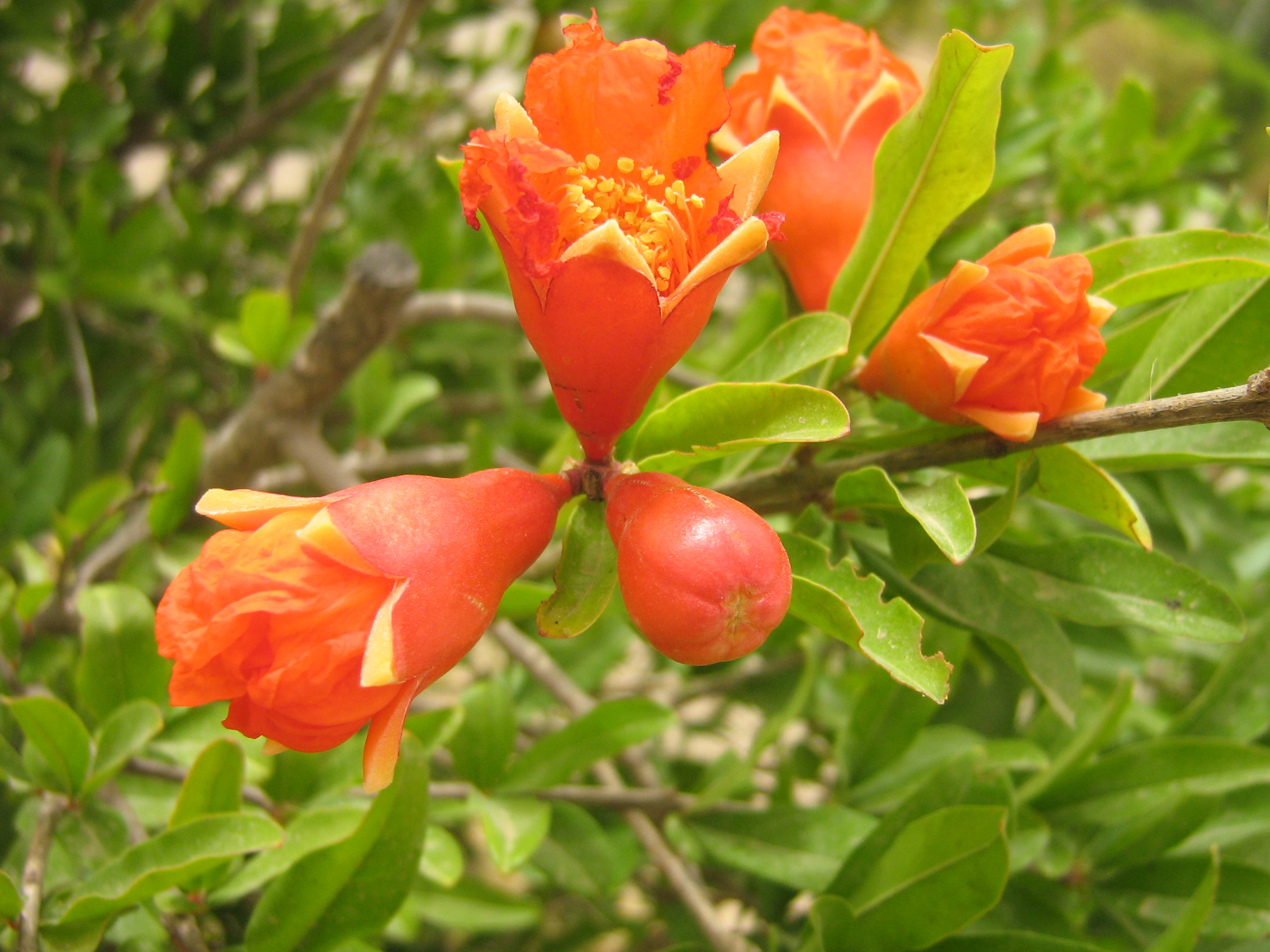
Цветущий гранат
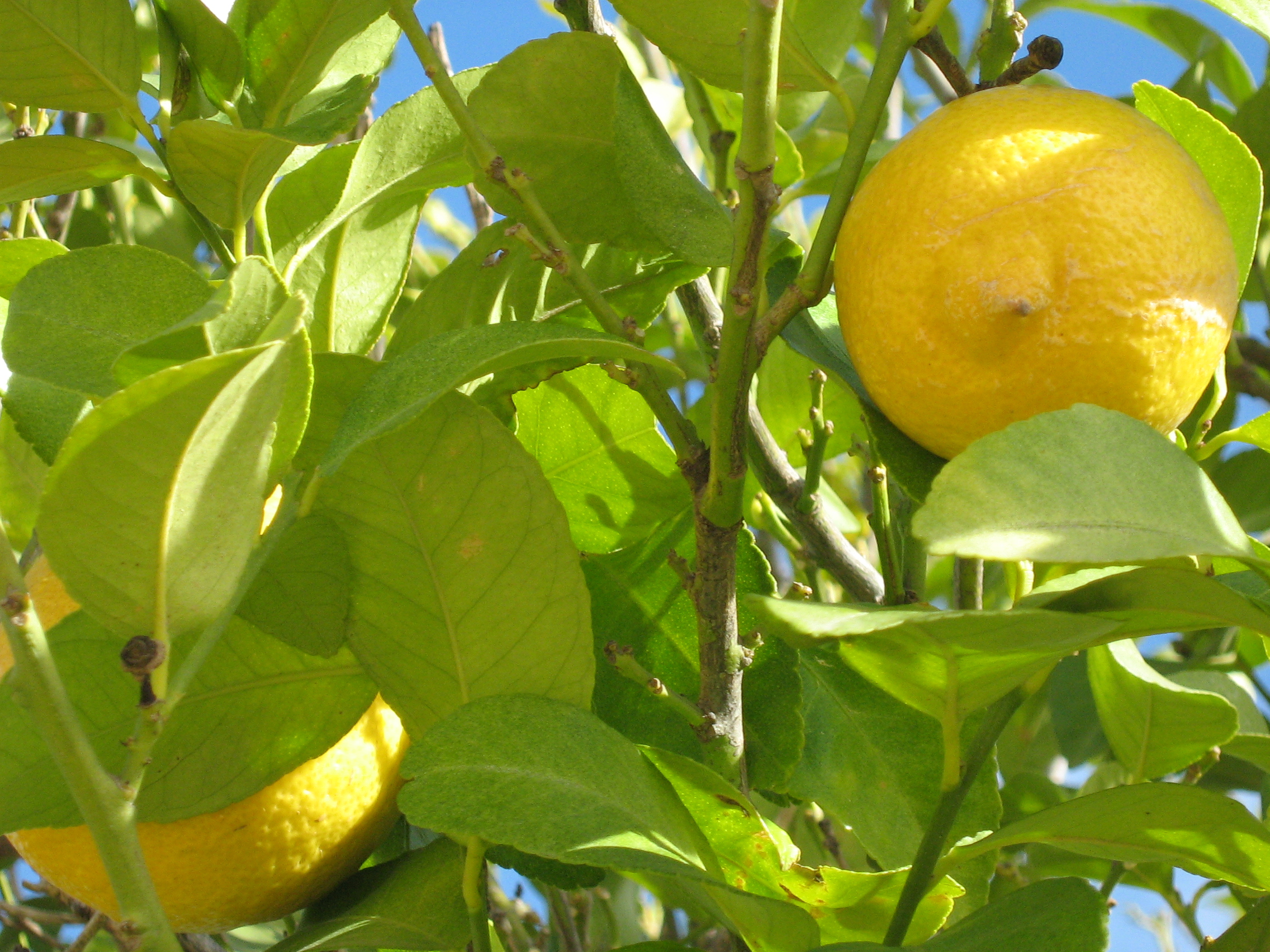
Созревшие лимоны
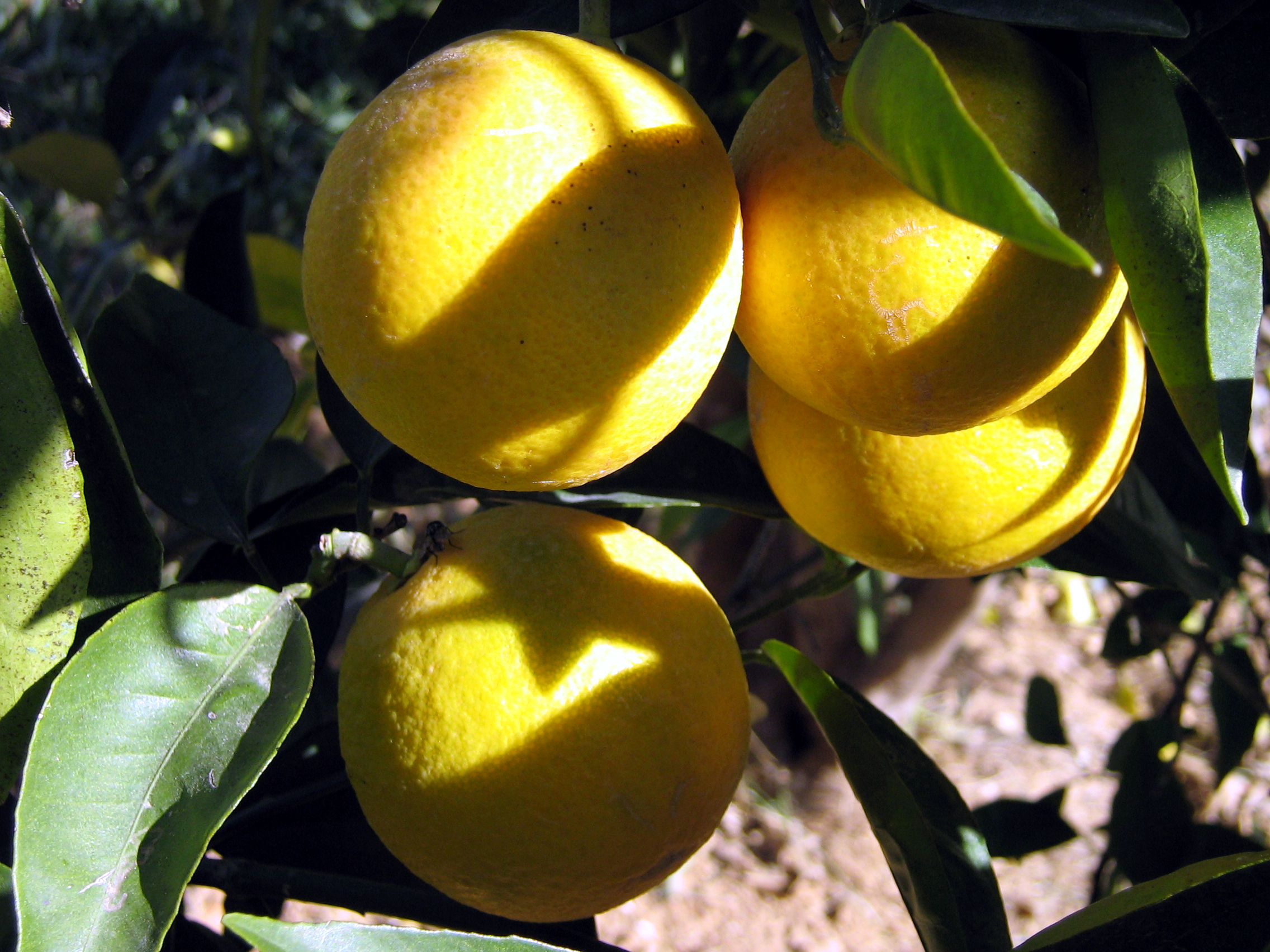
Апельсины
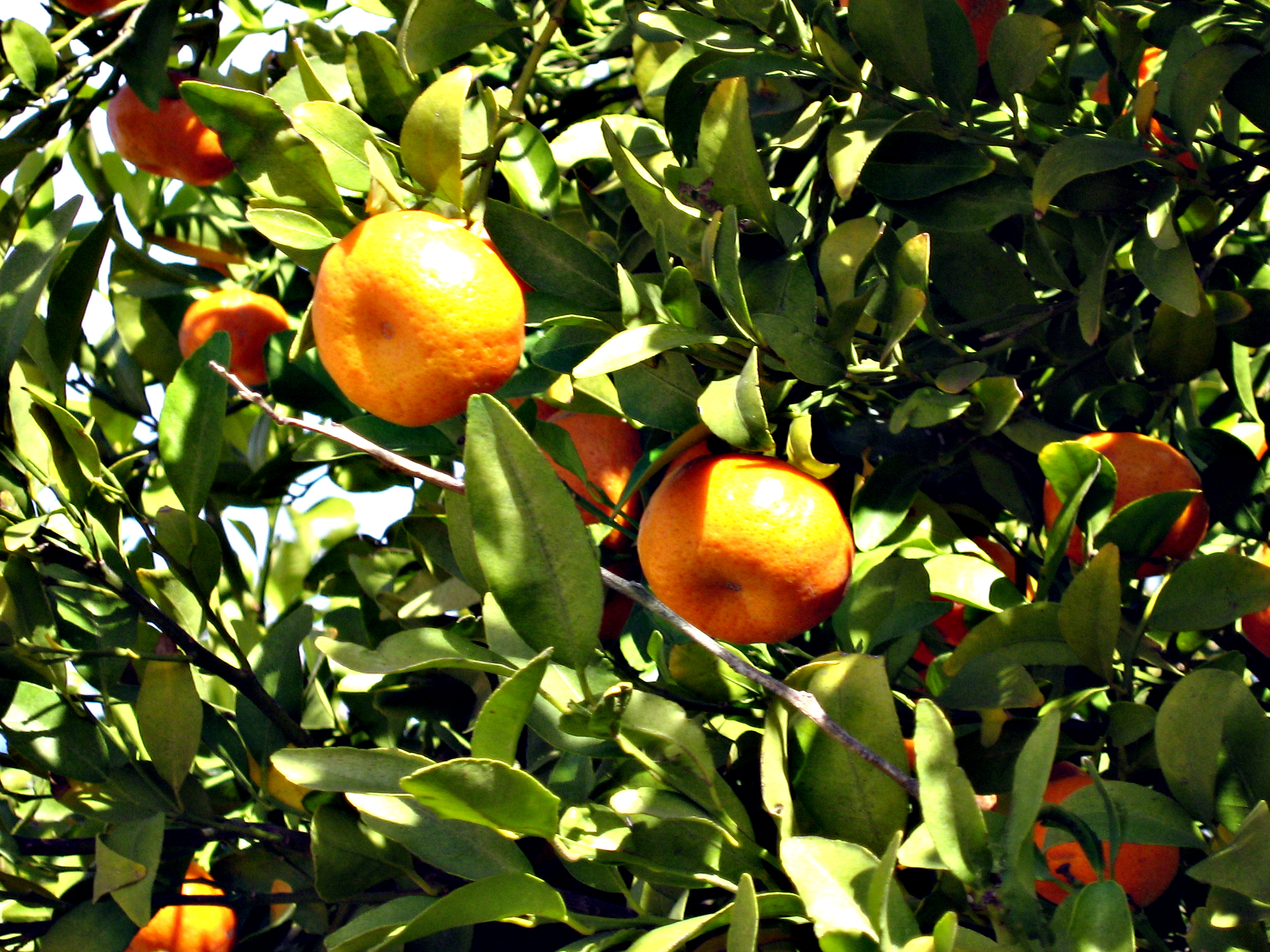
Мандарины
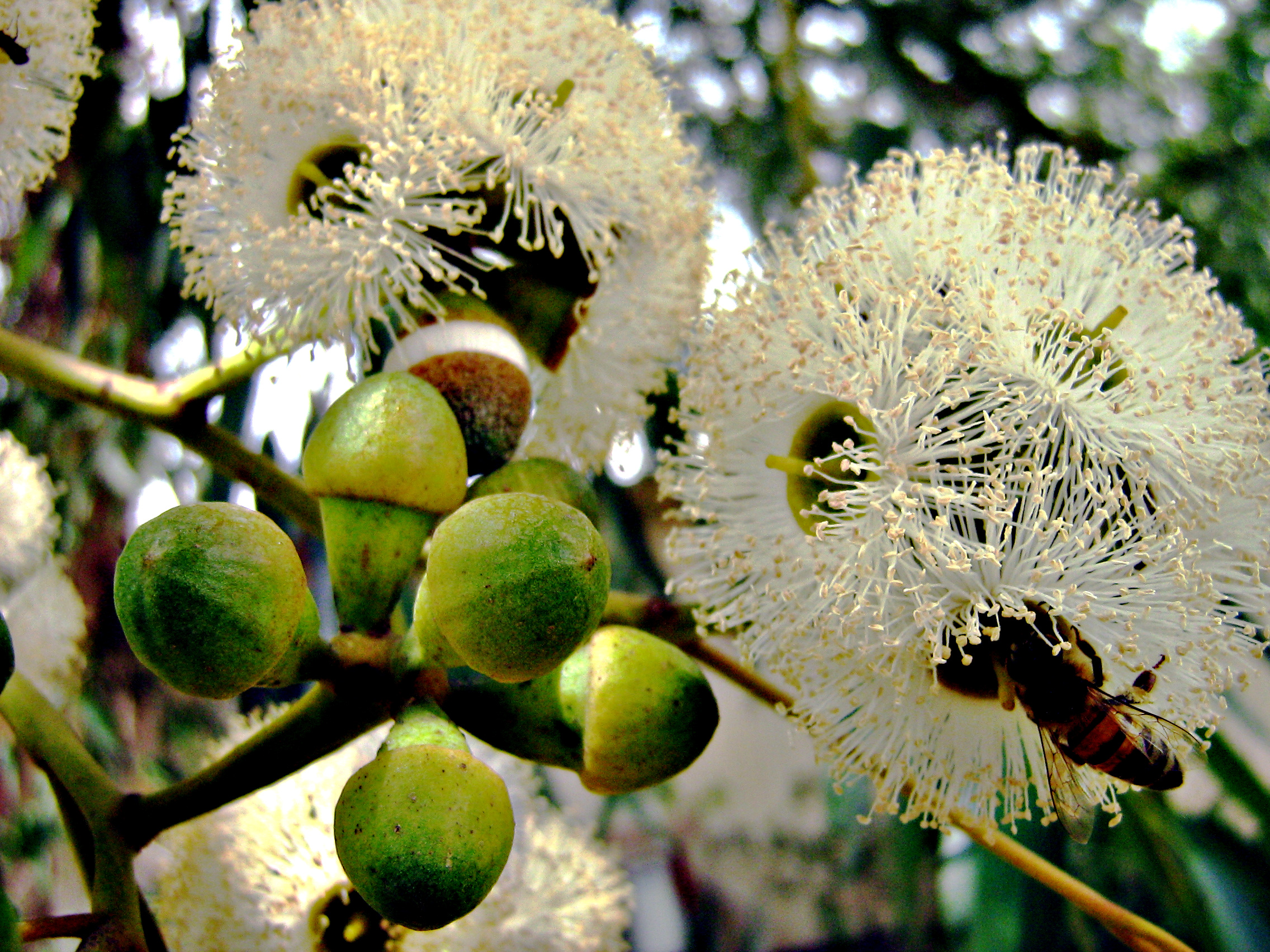
Медонос — цветущий эвкалипт
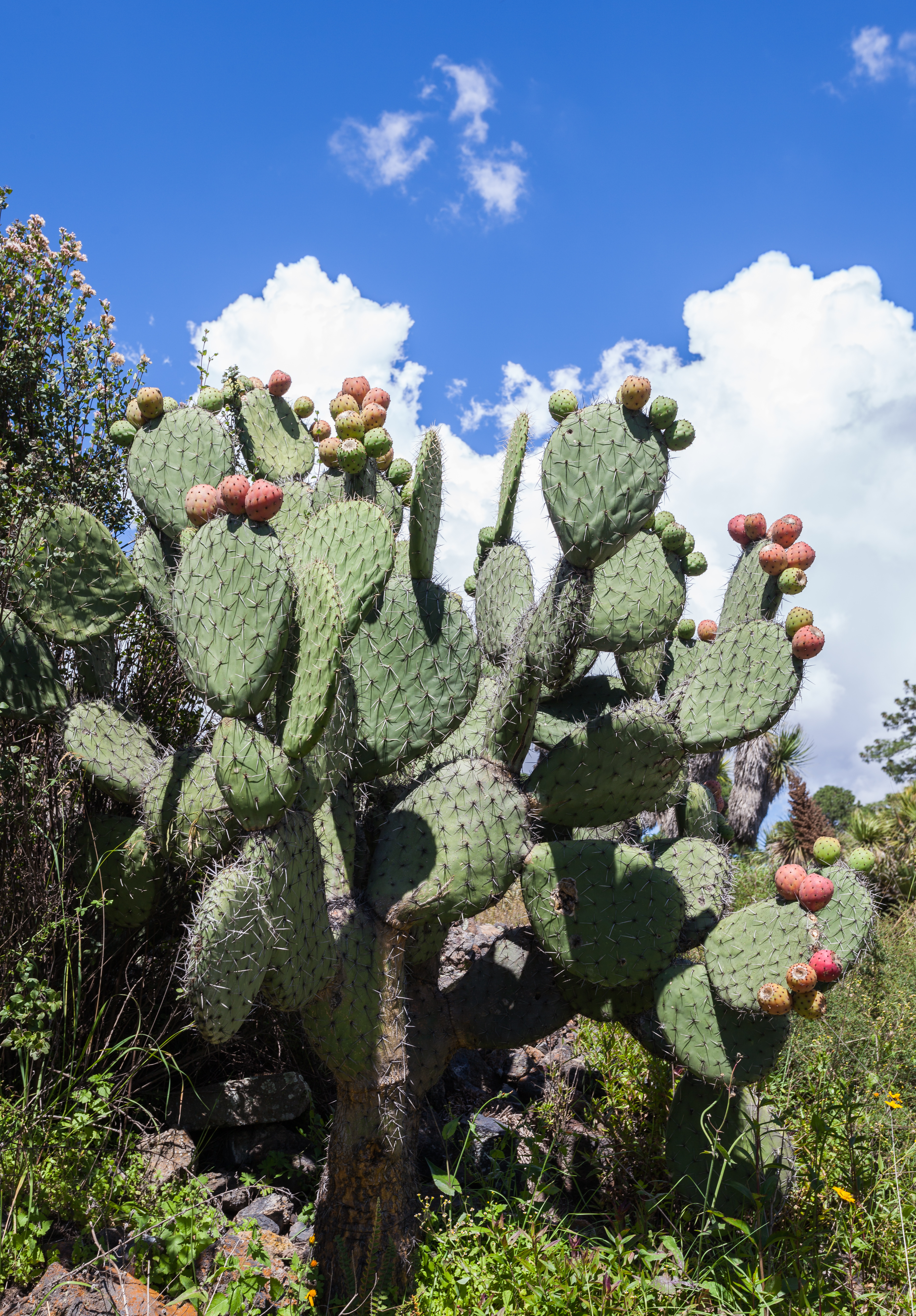
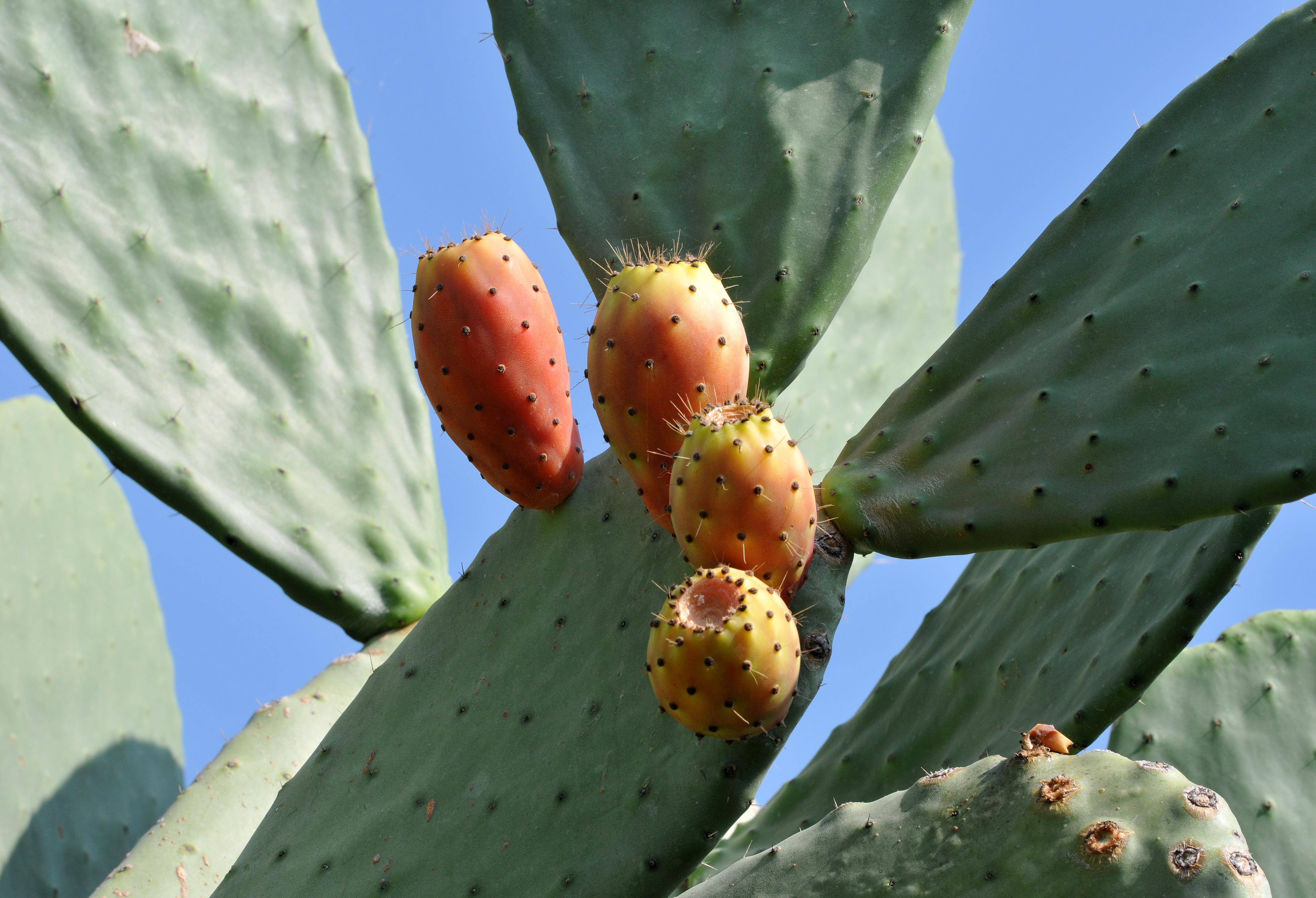
Опунция
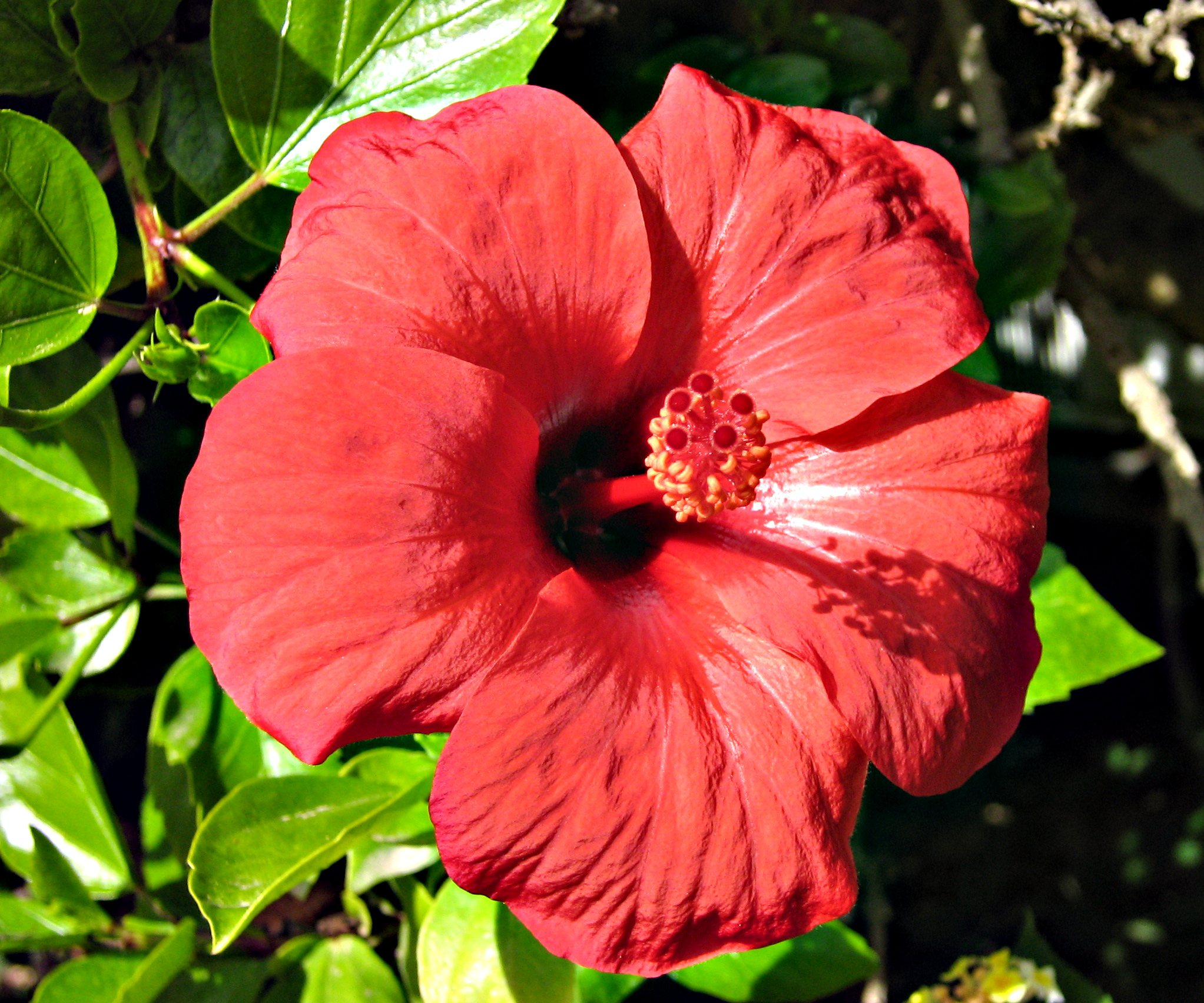
Цветы гибискуса
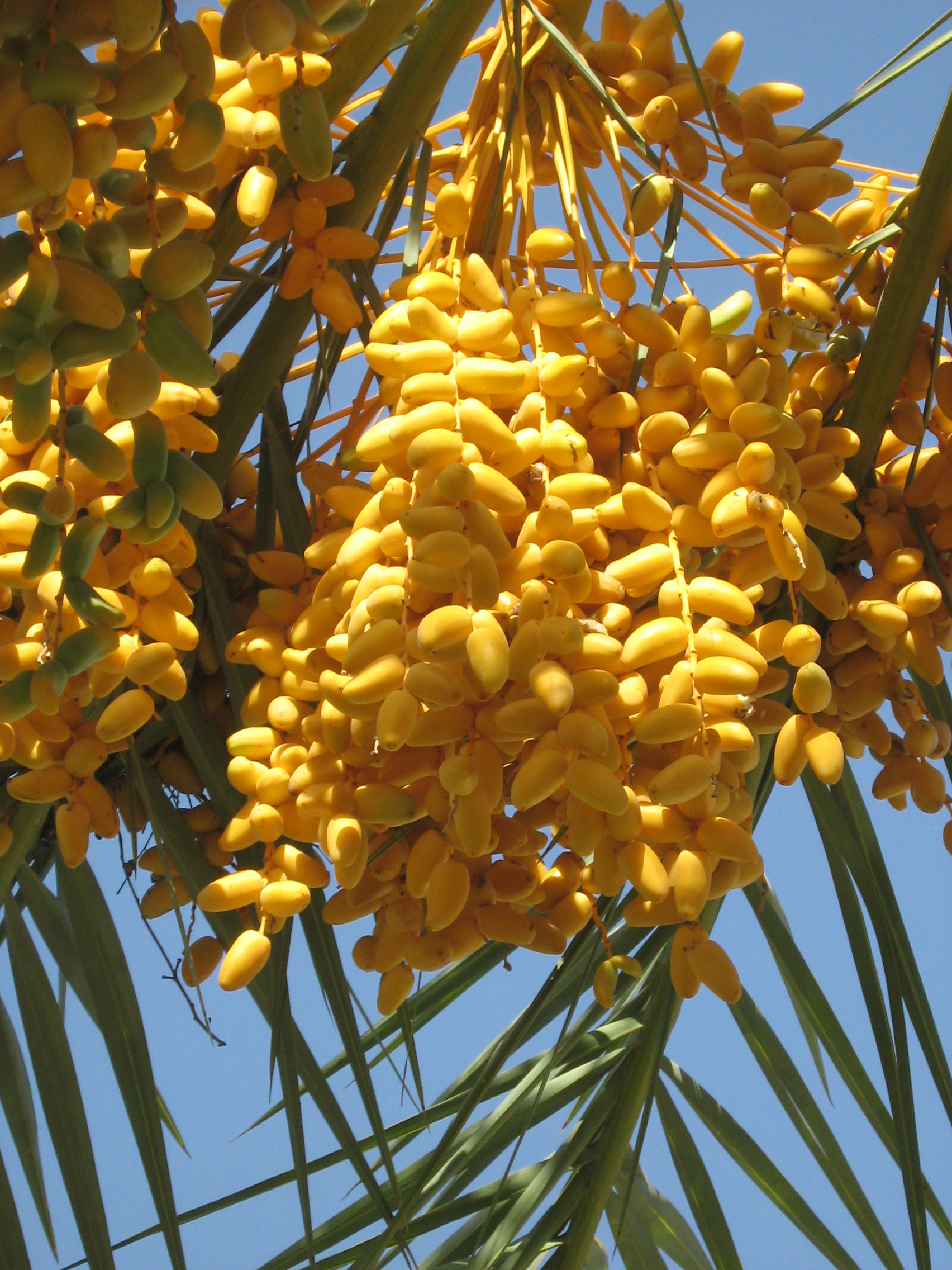
Дозревающие финики

## История

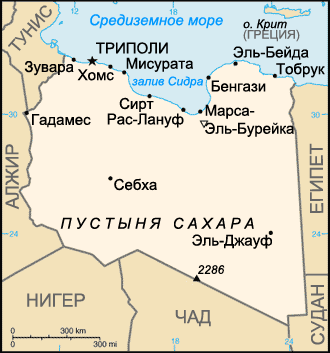
Политическая карта Ливии

Традиционные провинции Ливии: Триполитания, Киренаика и Феццан

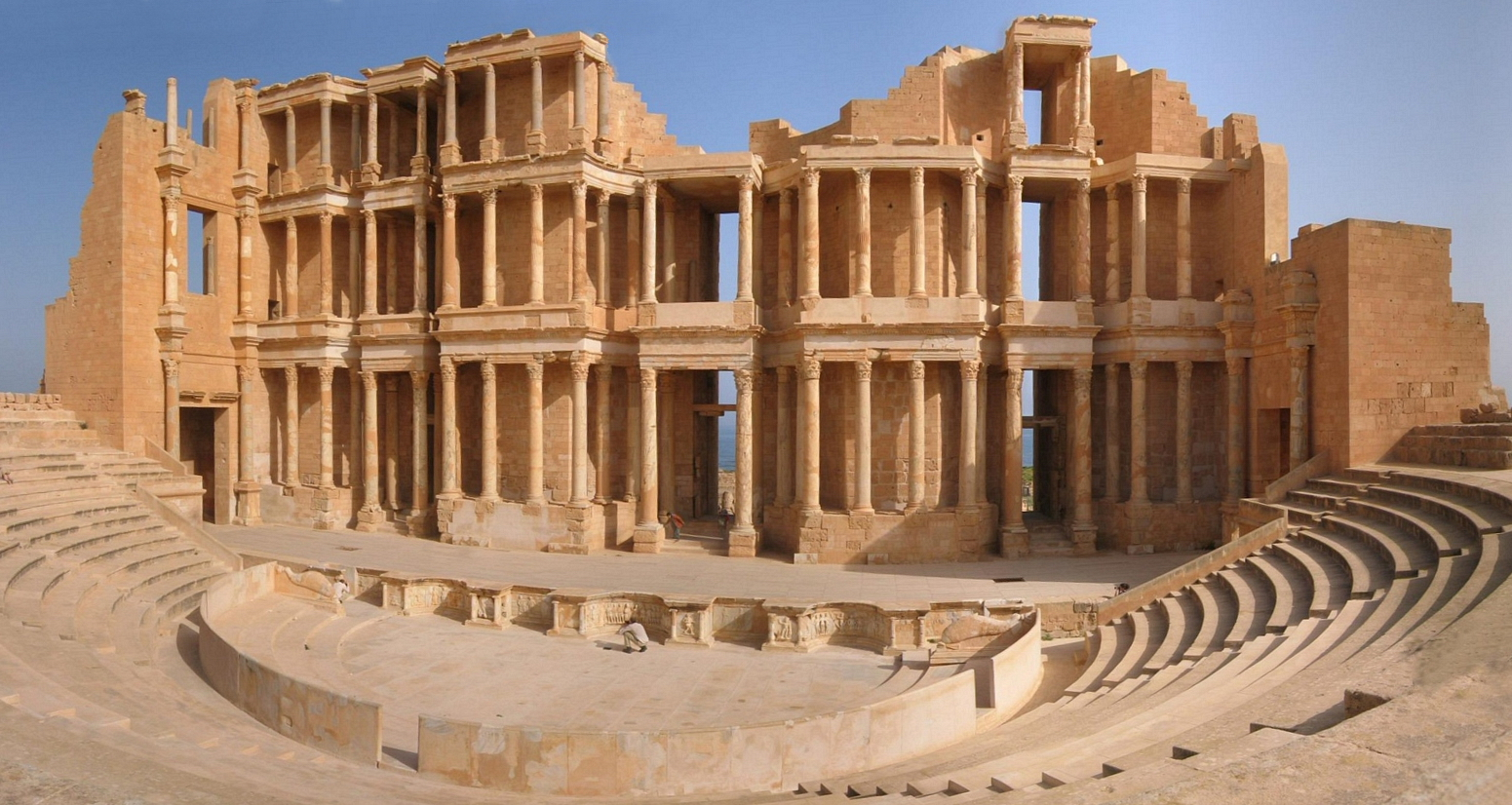
Руины римского амфитеатра в Сабрате к западу от Триполи

### Древний мир
Археологические данные показывают, что ещё 8000 лет до нашей эры на территории Ливии существовали культуры неолита.
В историческое время Ливия ассоциируется с территорией под контролем других государств и цивилизаций, это в первую очередь Финикия, Карфаген, Древняя Греция, Древний Рим, вандалы, Византия. Хотя в Ливии остались греческие и римские руины в Кирене, Лептис-Магна и Сабрате, об этих культурах осталось мало свидетельств.
По свидетельствам Геродота, финикийцы организовали в Ливии торговые пункты, через которые купцы из Тира вели торговлю с берберами (Геродот 430 до н. э. Истории т. 4). В V веке до н. э. Карфаген, крупнейшая из финикийских колоний, распространил свои владения на всю Северную Африку, создав пуническую цивилизацию. На ливийском побережье пуническими поселениями были Эа (иначе Эя) (лат. Oea, совр. Триполи), Лабдах (позже Лептис-Магна) и Сабрата. эти три города получили название Триполи (буквально: три города), на этом месте находится современная столица Ливии.
Древние греки заняли Восточную Ливию, когда эмигранты с перенаселённого острова Тера по совету дельфийского оракула стали искать себе место поселения в Северной Африке. В 631 до н. э. они основали город Кирену. За 200 лет они основали ещё четыре значимых города: Барку (Аль-Мардж), Евхеспариды (позже Береника, сейчас Бенгази), Тевхиру (позже Арсиноя, сейчас Тукра) и Аполлонию Киренскую (Суса), порт Кирены. Вместе с Киреной эти города образовали Пентаполис (пять городов).
Римляне объединили оба района Ливии, и в течение 400 лет Триполитания и Киренаика считались процветающими римскими провинциями. Несмотря на господство римских торговцев и военных, общий характер городов оставался греческим и пуническим.
В V веке Триполитания была захвачена вандалами (Королевство вандалов и аланов). После вандальской войны в VI—VII веках Ливия входила в состав Византии. В 642—643 годах была завоёвана арабами и включена в Арабский халифат.

### Средние века
Переселение в Ливию в XI веке арабских племён (бану хиляль и бану сулейм) привело к постепенной арабизации местного населения. Распространился ислам. Процесс феодализации арабской военной знати сопровождался лишением берберских вождей их прав и привилегий. Берберские вожди неоднократно поднимали восстания против арабов, но каждый раз были разгромлены.
В 1551 году Ливия была захвачена Османской империей. С начала XVII века Ливией управляли янычарские беи. Они превратили побережье в базу для пиратства в Средиземном море.
В 1711 году в Ливии утвердилась местная династия Караманли, было создано фактически независимое государство. Вассальная зависимость от Турции ограничивалась уплатой дани и признанием духовного верховенства султана.

### XIX век
В 1819 году правитель Ливии Юсеф-паша под угрозой военных действий английской и французской эскадр был вынужден подписать декларацию о прекращении пиратства. В 1830 году был подписан торговый договор с Францией.
В 1835 году после народного восстания в Ливии против высоких налогов и в результате внутридинастической борьбы династия Караманли пала, Османская империя восстановила режим прямого управления Ливией.
В середине XIX века турецкими властями в Ливии были осуществлены реформы: запрещены рабство и работорговля в 1855 году, в 1858 году открыто первое светское учебное заведение, построена типография, где в 1866 году начала печататься первая ливийская газета.

### XX век
До 1911 года Ливия входила в состав Османской империи.
29 сентября 1911 года итальянские войска вторглись на территорию современной Ливии и островов Додеканес. 18 октября 1912 года Ливия перешла под итальянский контроль, который, впрочем, ограничивался портами на севере страны.
С началом Первой мировой войны Османская империя начала оказывать всё более значительную помощь ливийским повстанцам, что привело к объявлению Италией войны Османской империи 21 августа 1915 года. Полностью подавить сопротивление ливийцев удалось только к 1931 году.
С 1911 по 1942 годы являлась итальянской колонией.

#### Союзническая оккупация
В 1943 году в результате разгрома войск итало-германской коалиции Ливия была оккупирована Великобританией и Францией.
В 1947 году в Лондоне начал обсуждаться вопрос о создании на территории Ливии, в Киренаике на пути между Бенгази и Тобруком, либо в Триполитании, совместной британо-американской общевойсковой военной базы, включающей в себя армейскую, морскую и авиационную инфраструктуру. Подобная база позволяла США и Великобритании реализовать свои интересы по добыче ливийской и ближневосточной нефти, контролировать восточное Средиземноморье. Для Великобритании это было особенно актуально, так как британцам требовался новый пункт базирования ввиду масштабного вывода войск с территории Египта и Палестины.
В 1949 году Киренаика получила независимость во главе с королём Идрисом I. Триполитания остаётся под британским управлением, а Феццан — под французским.

#### Королевство
24 декабря 1951 года Ливия была провозглашена независимым суверенным государством Соединённым Королевством Ливия во главе с королём Идрисом I.
1 сентября 1969 года — свержение короля Ливии Идриса I группой офицеров ливийской армии, входивших в организацию «Движение свободных офицеров юнионистов-социалистов», во главе с капитаном Муаммаром Каддафи. Провозглашение Ливийской Арабской Республики (ЛАР).

#### Республика
28 марта 1970 г. — эвакуация английских военных баз.
11 июня 1970 г. — эвакуация американских баз.
7 октября 1970 г. — изгнание итальянских поселенцев.
17 апреля 1971 г. Египет, Сирия и Ливия подписали соглашение о создании Федерации Арабских Республик.

#### Джамахирия
2 марта 1977 г. ЛАР переименована в Социалистическую Народную Ливийскую Арабскую Джамахирию.
5 декабря 1977 г. по инициативе ливийского лидера Муаммара Каддафи в Триполи собралось совещание тех членов Лиги арабских государств, которые выступали против любого мирного урегулирования с Израилем. Участники высказали осуждение позиции Египта. На нём было принято решение о формировании Фронта стойкости и противодействия, основной задачей которого провозглашалась борьба за устранение египетского президента Анвара Садата как предателя интересов арабской нации.
В 1986 году к названию Социалистическая Народная Ливийская Арабская Джамахирия добавилось слово «Великая», и полное название государства стало Великая Социалистическая Народная Ливийская Арабская Джамахирия. До начала гражданской войны большие деньги тратились на социальные выплаты.
В опубликованном в 2002 году докладе Госдепа США «Черты международного терроризма в 2001 году» Ливия была названа государством, поддерживающим терроризм.
В результате гражданской войны при военной поддержке ряда стран НАТО и их союзников, в 2011 году правительство Каддафи было свергнуто, а Джамахирия упразднена. Власть в Ливии стал пытаться осуществлять Национальный переходный совет.

#### Ядерная программа Ливии
В начале 1980-х годов Советским Союзом построен ядерный научно-исследовательский центр (NRC) «Таджура» (в настоящее время REWDRC. Архивировано из оригинала 8 февраля 2016 года. — Renewable Energies and Water Desalination Research Center) с исследовательским реактором мощностью 10 МВт и термоядерной установкой ТМ-4А.
В настоящее время (2009 год) на токамаке ТМ-4А работы не ведутся из-за отсутствия специалистов.
Программа строительства АЭС при помощи советских специалистов была законсервирована в 1980-х годах в связи с международными санкциями против Ливии.
Ливия стремилась получить ядерное оружие ещё в 1970-е годы. Так как Ливия подписала Договор о нераспространении ядерного оружия, ей была оказана помощь в развитии ядерных программ другими странами, в частности, СССР и Францией. Тогда же был создан центр ядерных исследований в пригороде Триполи Таджуре (Tajoura). В 1981 г. был пущен исследовательский реактор мощностью 10 МВт производства СССР (легководный, бассейнового типа, IRT-1, 20 кг урана, обогащение 80 %). Работы по созданию урановой и плутониевой бомб в Ливии начались в 1980-е годы. В 1970-е годы было закуплено 1200 тонн уранового концентрата, а к 2004 году его количество достигло 2263 тонн.
Ливия приобрела завод по переработке урановой руды, вероятно, в Бельгии, в 1984 году, а в 1985 году в Китае или СССР закупила 39 кг гексафторида урана. Кроме советских специалистов в Таджуре работали немецкие эксперты по обогащению урана. В это время были сделаны несколько попыток приобрести (или построить) более мощный реактор, но введённые в 1988 году экономические санкции не дали осуществиться этим планам. Решения ускорить создание ядерного оружия были приняты в 1995 году, а уже в 1997 году были закуплены в Пакистане первые двести центрифуг для обогащения урана. На заводе в Джанзуре, в 12 километрах западнее Триполи тогда началась подготовка к выпуску центрифуг собственного производства. Установка центрифуг началась в Ал Хасане (Al Hasan) в 2000 году. Две тонны гексафторида урана, достаточного для производства одного ядерного взрывного устройства, были получены через Пакистан из Северной Кореи в 2001 году, тогда же были получены китайские технологические схемы производства ядерной бомбы из Пакистана. 10 000 центрифуг было закуплено в 2002 году в Пакистане.
В октябре 2003 года в Средиземном море было задержано судно, перевозившее части центрифуг из Малайзии в Ливию.
В 2004 году работы, связанные с ядерной программой, велись в Ливии более чем в 10 местах. В 2004 году Ливия признала нарушение режима нераспространения и заявила о прекращении секретных программ, в которых участвовали также компании ЮАР, Швейцарии, Сингапура, Южной Кореи, ОАЭ, Турции, однако спустя три месяца стало известно о секретном получении Ливией новой партии центрифуг.

### Война в Ливии
В 2011 году в Ливии начались народные волнения, позже перешедшие в гражданскую войну. Центром восстания стал портовый город Бенгази. Над городом впервые после революции 1969 года был поднят трёхцветный флаг с полумесяцем и звездой, бывший государственным в 1951—1969 гг.
15 февраля 2011 года в Бенгази произошли столкновения полиции с протестующими против ареста одного из религиозных активистов. 500—600 человек вышли к зданию городской администрации с требованием освободить активиста, после чего направились к центральной площади, где и произошла стычка. В городе Эль-Бейде участники антиправительственных протестов схватили и повесили двух невооружённых полицейских, которые пытались разогнать манифестантов. Совет Безопасности ООН осудил власти Ливии за применение силы против демонстрантов и призвал привлечь к ответу виновных в человеческих жертвах. Как передаёт ВВС, в своём заявлении члены Совбеза потребовали немедленного прекращения насилия в Ливии. В заявлении говорится, что власти страны должны считаться с правомочными требованиями своего народа. По данным международной правозащитной организации Human Rights Watch, в столкновениях в Ливии погибли около 300 человек. В свою очередь, представитель Международного уголовного суда в Гааге сообщил накануне, что число жертв столкновений в Триполи достигло 800 человек.
Ливийские власти арестовали десятки выходцев из других арабских стран по обвинению в принадлежности к иностранной сети, созданной для дестабилизации ситуации в стране. Протестующие в Бенгази скандировали антиправительственные лозунги, призывая к отставке премьер-министра Ливии Багдади Али Махмуди. Прозвучали призывы к свержению лидера Ливийской революции Муаммара Каддафи, находящегося у власти с 1969 года.
18 марта 2011 года Совет Безопасности ООН принял резолюцию за номером 1973 об объявлении запрета полётов над территорией Ливии и защите её граждан. 19 марта начался обстрел ливийской столицы Триполи военно-воздушными силами европейских государств.
Позднее французскими военными самолётами были обстреляны гражданские объекты в приморских городах Мисурате, Зуваре и Бенгази. Сам Каддафи выступил на ливийском телевидении с заявлением о том, что он намерен вооружить население страны с целью противостоять агрессии западных государств.
К 15 мая повстанцы установили контроль над большей частью города Мисурата, заняли населённый пункт Дафнию и подошли к городу Злитену на западе, на южном направлении продвинулись к населённому пункту Таваргеа.
В конце августа силы повстанцев при поддержке авиации НАТО и сил специального назначения некоторых стран Запада и Персидского залива (Катар, Саудовская Аравия) сумели взять столицу Триполи. Переходный национальный совет Ливии был признан единственным легитимным органом власти большинством стран мира.
20 октября 2011 года во время штурма Сирта Муаммар Каддафи был убит. Также были убиты его сын Муттазим и Абу Бакр Юнис Джабер, глава народного комитета обороны Джамахирии. Через три дня ПНС объявил об окончании гражданской войны.
В результате гражданской войны и иностранной интервенции власть над большей частью территории страны получил Переходный национальный совет, признанный на тот момент странами Запада. 3 августа 2011 года он официально переименовал страну в Ливию, вернув государству бывший флаг, который в 1951—1969 годах использовала ливийская монархия во главе с королём Идрисом.

### Государство Ливия
В самом начале гражданской войны противниками Муаммара Каддафи 27 февраля 2011 года был создан временный орган власти Переходный национальный совет.
7 июля 2012 года, впервые за 40 лет, в стране прошли выборы в учредительную ассамблею Всеобщий национальный конгресс. Комиссар избиркома Нури аль-Аббар отметил, что 101 из 1554 избирательных участков по всей стране не смогли открыться для голосования.
8 августа 2012 года произошла передача власти от ПНС Всеобщему национальному конгрессу. Председателем Всеобщего национального конгресса избрали Мухаммед аль-Макрифа, который стал главой государства.
20 февраля 2014 года прошли выборы в Конституционную ассамблею Ливии. На выборах были избраны 60 членов Ассамблеи из 650 кандидатов, которые в течение 120 дней должны подготовить проект Конституции страны, который определит основные принципы управления, систем органов власти, статус племён, а также место законов шариата. Затем документ будет вынесен на референдум.
16 мая 2014 года в Ливии добровольцы-военнослужащие Ливийской национальной армии во главе с генерал-майором Халифой Хафтаром атаковали базы исламистов группировки «Бригада мучеников 17 февраля» в Бенгази на востоке Ливии, тем самым дав начало вооружённому конфликту в Ливии. Временный премьер-министр Ливии Абдалла Абдуррахман ат-Тани описал атаку Хафтара как действия вне легитимности государства и переворот, приказав регулярным силовым структурам взять ситуацию под контроль.
22 мая Халифа Хафтар в интервью египетской газете «Аль-Ватан» сказал, что его сторонники не остановятся до тех пор, пока не будут свергнуты правительство и потерявший всякую легитимность Всеобщий национальный конгресс, а ливийский народ заживёт спокойно. Хафтар выразил уверенность в том, что вооружённые подразделения милиции, как только будут обезглавлены, долго не протянут. Нас поддержали МВД, ПВО, спецназ, одно за другим присоединяются племена, а эти группировки ещё пока существуют только в Триполи и нескольких районах страны.
25 августа 2014 года Всеобщий национальный конгресс назначил премьер-министром Омара аль-Хаси, параллельно действующему премьер-министру Абдалле Абдуррахман ат-Тани. 29 августа 2014 года ат-Тани ушёл в отставку со всем кабинетом министров.
6 ноября 2014 года находящийся под влиянием исламистов Конституционный суд Ливии заявил о роспуске парламента. Позднее парламент отказался признавать решение Конституционного суда, мотивируя это тем, что решение было принято под угрозой оружия.
К концу 2015 года в стране работали два кабинета министров. Признанное на международном уровне правительство находилось в Тобруке. А в Триполи базировался кабинет министров, представляющий исламистский Всеобщий национальный конгресс. 17 декабря 2015 года в марокканском Схирате враждующие политические силы подписали документ о создании правительства единства. Соглашение подписано членами двух существующих в стране парламентов и другими участниками политического процесса. Кроме того, часть побережья страны контролирует Исламское государство, а на юго-западе (Феццан) де-факто властями являются вооружённые формирования туарегов.

## Политическое устройство

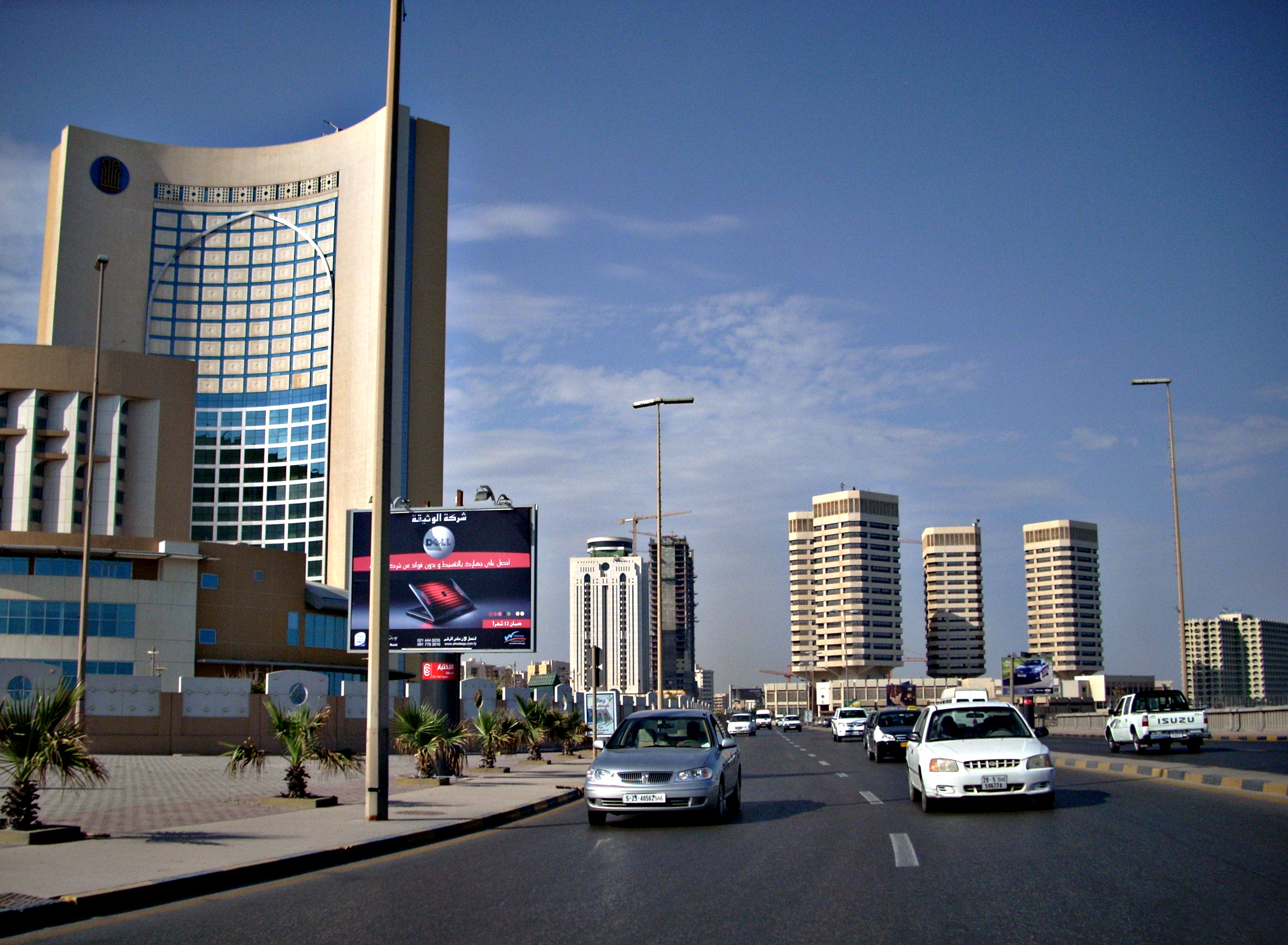
Столица Ливии Триполи у Средиземного моря до войны, сейчас часть зданий разрушена

### Организация власти
После Гражданской войны управление перешло Национальному переходному совету, в его состав входил 31 представитель крупнейших ливийских городов. Ему подчинялись боевые формирования, которые вели в Ливии Гражданскую войну с силами, подконтрольными правительству страны, во главе с полковником Каддафи. В июле 2012 года совет провёл свободные выборы после свержения Каддафи.
В августе 2012 года Переходный совет передал власть законно избранному парламенту Всеобщему национальному конгрессу.
Фактически Ливия в настоящее время представляет собой конгломерат из нескольких квазигосударств. Каждый из регионов Ливии обладает собственной спецификой: уровень жизни, безопасность на улицах, развитие инфраструктуры в них очень разные.
В августе 2014 года Всеобщий национальный конгресс был сменён всенародно избранным парламентом Палатой представителей Ливии, председателем которой стал Агила Салах Исса. Из-за обострения обстановки заседания палаты проходят в Тобруке. 12 августа члены Палаты представителей проголосовали за избрание президента Ливии путём прямых выборов, приняли решение о немедленной ликвидации всех вооружённых формирований бывших повстанцев.
В декабре 2015 года при поддержке Совета безопасности ООН было образовано Правительство национального согласия или единства (ПНС) и Президентский совет, главой которых был избран Фаиз Сарадж. Заседания кабинета проходят в Триполи. ПНС является международно признанным, легитимным правительством Ливии. Палата представителей поначалу поддерживала новое правительство, но впоследствии отозвала это решение, вступив в конфронтацию с ПНС. На востоке заседает альтернативное правительство, подчиняющееся Палате, во главе Абдаллой Абдуррахманом ат-Тани. Также Палата представителей поддерживает главнокомандующего Ливийской национальной армией Халифу Хафтара.
На начало 2019 года под контролем Хафтара находится около 90 % территории Ливии. Центральное правительство фактически управляет лишь Триполи и окрестностями.
Пустынная юго-западная область Феццан, населённая, в основном, кочевниками, объявила о своей автономии в конце сентября 2013 года.
К северу от неё лежит регион Западные Горы с центром в Зинтане, фактически обладающий своей значительной армией.
Город Мисурата к востоку от Триполи фактически превратился в сравнительно преуспевающее город-государство, закрытое для прочих ливийцев. Власть в нём принадлежит совету, в который входят влиятельные бизнесмены, избранные горожанами из своего числа. Они смогли вывести из города все вооружённые группировки и даже отправить в Триполи собственную армию. Город был окружён цепью блок-постов, пропускающих внутрь только тех людей, за кого может поручиться житель Мисураты. Благодаря этому в городе была обеспечена безопасность. В Мисурате работает крупнейший в стране морской порт.
К югу и востоку от Мисураты находятся Бани-Валид и Сирт, разорённые за поддержку Каддафи в годы Гражданской войны.. На побережье к востоку от Сирта расположены несколько нефтеналивных портов, находящихся под контролем так называемой «Гвардии защиты нефтяных объектов» со штабом в Адждабии.
В Бенгази, также формально объявившем автономию, правит Совет Киренаики.

### Внешняя политика

#### Ливия и Запад
В декабре 1979 года посольство США в Ливии подверглось нападению толпы, которая выступила в поддержку Ирана.
В 1980-е годы Ливия под руководством лидера ливийской революции Муаммара Каддафи, пользуясь высокими ценами на нефть, взяла на себя финансирование вооружённой борьбы против Запада по всему миру (финансирование террористических группировок).
В августе 1981 года американский флот проводил манёвры у берегов Ливии. 20 августа 1981 года имел место воздушный бой. Сбиты два ливийских Су-22.
В марте 1986 года американский флот вновь подошёл к берегам Ливии. 24 марта были потоплены два ливийских патрульных катера.
Ливийские инструкторы обучали повстанцев из стран всего мира, создавая на своей территории тренировочные лагеря, снабжая повстанцев оружием, взрывчаткой и деньгами. Ряд терактов был проведён самими сотрудниками ливийских спецслужб.
В частности, по мнению американских спецслужб, в 1986 году задача организовать теракт с как можно большим числом жертв была поставлена сотрудникам ливийского посольства в ГДР. Для теракта была выбрана дискотека La Belle, одно из самых популярных мест отдыха американских военнослужащих в Западном Берлине. В результате взрыва вечером 5 апреля три человека погибли на месте и более 250 человек получили ранения.
В ночь на 15 апреля по распоряжению президента США Рональда Рейгана американские самолёты с авиабаз в Великобритании и авианосцев в Средиземном море осуществили акцию возмездия, нанеся удар по военным объектам в ливийской столице Триполи и городе Бенгази. Погибло около 40 ливийцев, в том числе приёмная дочь Каддафи, и ещё свыше 200 человек были ранены. Ранения получили два сына Каддафи.
Это привело к ещё более трагическим событиям. В 1988 году над Шотландией был взорван самолёт американской авиакомпании PanAm. Полагают, что это была месть Каддафи за гибель дочери.
Непросто складывались отношения Ливии с Францией. С обретением независимости в 1951 году Ливия последовательно стояла на пути интересов Франции в Северной Африке. После прихода к власти Муаммара Каддафи (1969) противостояние только обострилось. Ливийские войска воевали с Чадом, на ливийские деньги вооружались и обучались экстремисты из Марокко и Алжира. Конфронтация достигла своего апогея 19 сентября 1989 года, когда в небе над Нигером ливийцы взорвали лайнер французской авиакомпании UTA с 170 пассажирами на борту.
В апреле 1992 года Совет Безопасности ООН по требованию США и Великобритании ввёл международные санкции против Ливии.
В ноябре 1991 г. США, Великобритания и Франция предъявили Ливии обвинение в причастности её граждан к взрывам американского самолёта над шотландским местечком Локерби в 1988 г. Взрыв Боинга-747 над Локерби 21 декабря 1988 года. и авиалайнера французской авиакомпании UTA в 1989 г. 21 января 1992 г. Совет Безопасности ООН единогласно принял резолюцию № 731, призывающую Ливию к сотрудничеству в расследовании указанных событий. В связи с отказом Ливии выполнять требования этой резолюции 31 января 1992 г. СБ ООН десятью голосами «за» при пяти воздержавшихся (Китай, Индия, Марокко, Зимбабве, Кабо-Верде) принял резолюцию № 748 о введении санкций в отношении Ливии (запрет на авиасообщение, военно-техническое сотрудничество, сокращение дипломатических представительств и пр.). 11 ноября 1993 г. СБ ООН принял резолюцию № 843 о введении дополнительных санкций в отношении Ливии.
В 2003 году, после американской оккупации Ирака, Муаммар Каддафи изменил свою политику. Он объявил об отказе от разработок оружия массового уничтожения, допустил в страну международных экспертов и заявил о желании урегулировать вопрос о компенсациях жертвам терактов, несмотря на заявленную непричастность Ливии к ним. В январе 2004 года Ливия согласилась выплатить $170 млн родственникам жертв теракта над Нигером.
Специально созданный Международный фонд благотворительных ассоциаций, который возглавляет один из сыновей Каддафи, урегулировал вопрос о компенсациях для жертв воздушных терактов. В августе 2004 года очередь наконец дошла до пострадавших при взрыве в Западном Берлине. Ливия согласилась выплатить денежную компенсацию жертвам взрыва на дискотеке La Belle 5 апреля 1986 года. Общая сумма компенсаций составляет $35 млн (€28,4 млн.). В то же время Ливия отказалась выплачивать компенсацию семьям погибших и раненых американцев. Более того, Ливия потребовала от США выплаты компенсаций ливийцам, пострадавшим при ответном авианалёте на Триполи и Бенгази.
В октябре 2004 года Ливия полностью освободилась от международных санкций.
29 января 2006 года Ливия объявила о закрытии своего посольства в Дании в знак протеста против серии карикатур, опубликованных в датской газете Jyllands-Posten. На этих карикатурах в виде террориста был изображён пророк Мухаммед.
Ослабление международных санкций позволило Ливии вздохнуть несколько свободнее, и она использовала это для перехода в дипломатическое наступление.
Прежде всего участились встречи Каддафи с премьер-министром Италии Сильвио Берлускони как представителем Евросоюза и руководителем бывшей метрополии. Триполи добивался от Рима компенсаций за действия итальянских войск, оккупировавших Ливию с 1911 года до конца Второй мировой войны. Рим в первую очередь волновали вопросы поставок нефти и нелегальной иммиграции.
Италия обещала Ливии профинансировать строительство 2 000 километров автомобильных дорог, лишь бы Триполи соблюдало соглашения о борьбе с нелегальной иммиграцией, подписанные в июле 2003 года. Согласно этому документу, в Ливии должны быть построены лагеря для беженцев из различных стран Африки и организовано совместное морское патрулирование.
Триполи стал перевалочной базой для иммигрантов в Европу благодаря панафриканской политике Каддафи. После того как въездные визы для выходцев из африканских стран были отменены в Ливии, тысячи беженцев из Центральной и Южной Африки устремились на побережье Ливии с целью перебраться в Европу.
С целью пресечения нелегальной иммиграции, 11 октября 2004 года главы МИД стран — членов Евросоюза дополнили своё решение о снятии торгово-экономических санкций против Ливии решением о снятии введённого в 1986 году эмбарго на продажу ей оружия. Главной сторонницей отмены этих санкций стала Италия, которая поставила Ливии скоростные патрульные катера для патрулирования вод между ливийским побережьем и итальянским островом Лампедуза.
В 2011 году страны Запада и Персидского залива приняли участие в военных акциях в Ливии при исполнении резолюции Совета Безопасности ООН S/RES/1973 (2011).

#### Запрет на выдачу виз гражданам государств шенгенской зоны
В феврале 2009 года ливийские власти прекратили выдачу виз гражданам государств шенгенской зоны, причиной этого стал тянущийся с 2008 года дипломатический конфликт между Швейцарией и Ливией. Начало конфликту положил арест в Женеве сына Каддафи и его жены за избиение прислуги, в ответ на это Ливия ввела запрет на въезд в страну и деятельность на её территории швейцарцев. Швейцария приложила большие дипломатические усилия, чтобы урегулировать эту ситуацию, их итогом стало соглашение о нормализации дипломатических отношений. Тем не менее уже в сентябре 2009 года это соглашение было разорвано из-за ареста в Ливии двух швейцарских бизнесменов. Швейцарская сторона составила «чёрный список» лиц, которым запрещён въезд на территорию Швейцарии, а значит и стран шенгенского соглашения, в него также вошли Каддафи и члены его семьи, в ответ на это в Ливии была прекращена выдача въездных виз гражданам государств, входящих в шенгенскую зону.

### Главы государства
Генерал-губернатор (Италия):
- 01.01.1934 — 28.06.1940 — Итало Бальбо;
- 01.07.1940 — 25.03.1941 — Родольфо Грациани, маркиз ди Негелли;
- 25.03.1941 — 19.07.1941 — Итало Гарибольди;
- 19.07.1941 — 02.02.1943 — Этторе Бастико;
- 02.02.1943 — 13.05.1943 — и. о. Джованни Мессе.

Верховный комиссар ООН (Нидерланды):
- 10.12.1949 — 24.12.1951 — Адриан Пельт.

Король:
- 24.12.1951 — 01.09.1969 — Идрис I.

Председатель Совета Революционного командования:
- 01.09.1969 — 02.03.1977 — Муаммар бен Мухаммед Абдул Салам Абу Миньяр бен Хамид аль-Каддафи.

Лидер Революции:
- 02.03.1977 — 20.10.2011 — Муаммар бен Мухаммед Абдул Салам Абу Миньяр бен Хамид аль-Каддафи.

Председатель Переходного национального совета:
- 05.03.2011 — 08.08.2012 — Мустафа Мухаммад Абд-аль-Джалиль.

Председатель Всеобщего Национального Конгресса:
- 08.08.2012 — 09.08.2012 — и. о. Мохаммед Али Салим;
- 09.08.2012 — 28.05.2013 — Мухаммед аль-Макриф;
- 28.05.2013 — 25.06.2013 — и. о. Джума Ахмад Атига;
- 25.06.2013 — 05.08.2014 — Нури Абу Сахмейн.

Председатель Палаты Представителей Ливии:
- 05.08.2014 — по настоящее время — Агила Салех Иса.

## Административное деление
Ливия административно разделена на 22 муниципалитета:

Текущее административное деление Ливии на 22 муниципалитета, введённое в 2007 году.

| Номер на карте | Муниципалитет        | Арабское название | Административный центр | Население |
| -------------- | -------------------- | ----------------- | ---------------------- | --------- |
| 1              | Эль-Бутнан           | البطنان           | Тобрук                 | 159536    |
| 2              | Дерна                | درنة              | Дерна                  | 163351    |
| 3              | Эль-Джебал-Эль-Ахдар | الجبل الاخضر      | Эль-Байда              | 203156    |
| 4              | Эль-Мардж            | المرج             | Эль-Мардж              | 185848    |
| 5              | Бенгази              | بنغازي            | Бенгази                | 670797    |
| 6              | Эль-Вахат            | الواحات           | Адждабия               | 177047    |
| 7              | Эль-Куфра            | الكفرة            | Эль-Джауф              | 50104     |
| 8              | Сирт                 | سرت               | Сирт                   | 141378    |
| 9              | Мисурата             | مصراتة            | Мисурата               | 550938    |
| 10             | Эль-Маргаб           | المرقب            | Хомс                   | 432202    |
| 11             | Тарабулус            | طرابلس            | Триполи                | 1065405   |
| 12             | Эль-Джифара          | الجفارة           | Эль-Азизия             | 453198    |
| 13             | Эз-Завия             | الزاوية           | Эз-Завия               | 290993    |
| 14             | Эн-Нугат-эль-Хумс    | النقاط الخمس      | Зувара                 | 287662    |
| 15             | Эль-Джабал-эль-Гарби | الجبل الغربي      | Гарьян                 | 304159    |
| 16             | Налут                | نالوت             | Налут                  | 93224     |
| 17             | Эль-Джуфра           | الجفرة            | Хун                    | 52342     |
| 18             | Вади-эш-Шати         | وادي الشاطئ       | Адири                  | 78532     |
| 19             | Сабха                | سبها              | Сабха                  | 134162    |
| 20             | Вади-эль-Хаят        | وادي الحياة       | Авбари                 | 76858     |
| 21             | Гат                  | غات               | Гат                    | 23518     |
| 22             | Марзук               | مرزق              | Марзук                 | 78621     |

## Экономика
Преимущества: значительные запасы нефти и газа (страна — участник ОПЕК), на юге, в области Феццан — огромные резервуары пресной воды (Нубийский водоносный слой). До 2010 года — богатейшая страна Африки с самым высоким ИРЧП и наилучшими социальными условиями. Участие в международных энергетических проектах с Италией и Германией. Важное геотранспортное положение (Магриб, южный берег Средиземноморья).
Слабые стороны: политическая нестабильность после убийства Каддафи и свержения Джамахирии (двоевластие). Малый приток инвестиций. Клановость, трайбализм, высокая коррупция. Сильная зависимость от колебаний цен на нефть. Скудная ресурсная база. Большую часть продовольствия необходимо импортировать. Значительное число мигрантов-беженцев из стран Центральной и Южной Африки. Высокий уровень насилия в обществе. Дефицит воды в сельском хозяйстве. Низкая плотность населения. Сообщения о торговле людьми и органами подрывают доверие иностранных инвесторов.

### Добыча полезных ископаемых
В XX веке Ливия была одним из крупнейших поставщиков нефти и газа в Италию, однако введённые США экономические санкции в отношении Ливии привели к упадку экспорта газа, поскольку Ливия была не в состоянии закупать новое оборудование и обновлять инфраструктуру. До начала XXI века единственным импортёром ливийского газа оставалась испанская компания Enagas, закупавшая у неё ежегодно 1,5 млрд м³ сжиженного газа. В Ливии есть национальная нефтяная корпорация, которая была основана в 1970 году.
В 2003 году экономические санкции были смягчены после того, как Каддафи пообещал прекратить программу производства оружия массового поражения.
В октябре 2004 года начата эксплуатация подводного 520 км газопровода Greenstream между Ливией и Италией (Сицилия), по которому ежегодно из страны экспортируется по 8 млрд м³ природного газа.
Подтверждённые запасы газа в Ливии составляют около 1,1-1,3 трлн м³. По мнению экспертов, применение новых методов геологоразведки позволит увеличить разведанные запасы газа до более, чем 2 трлн м³. Запасы нефти, по имеющимся данным, составляют свыше 36 млрд баррелей.
Президент США Джордж Буш разрешил американским компаниям работать в Ливии ещё в апреле 2004. В сентябре 2004 он отменил все санкции против этой страны, но не исключил Ливию из списка стран, финансирующих терроризм, а поэтому на ввоз любой продукции сюда действуют жёсткие ограничения.
Германия, Италия и ряд других европейских стран уже в 2004 году заключили с Ливией предварительные соглашения в нефтяной области.
В 1950-х годах во время проведения нефтеразведок в южной части Ливии под песками пустыни Сахары были обнаружены запасы пресной воды, причем возраст некоторых из водоносных горизонтов составляет 75000 лет. Более чем 95 % территории Ливии — пустыня, новые источники воды могут обеспечить орошением тысячи гектаров сельхозугодий. Для освоения этих месторождений и перекачки этой воды из-под пустыни Сахары на юге Ливии в северную часть Ливии в область Бенгази на Средиземноморском побережье, ливийский лидер Муаммар Каддафи в 1980-х создал Великий речной проект, предусматривающий строительство системы труб, колодцев и технической инфраструктуры, которые будут в состоянии обеспечить 6,5 млн м³ пресной воды в день. Первая фаза проекта началась в 1984 г. и стоила приблизительно $5 миллиардов. Реализовывалась она южнокорейскими специалистами по современным технологиям. В результате была построена искусственная река, собирающая подземную воду от 270 колодцев в восточной центральной Ливии и транспортировавшая 2 миллиона м³ воды в день через 2000 км трубопровода в города Бенгази и Сирт. В праздничном открытии проекта принимали участие десятки арабских и африканских глав государств и сотни других иностранных дипломатов и делегаций. Среди них был египетский президент Хосни Мубарак, король Марокко Хассан, глава Судана генерал Омар Эль Бесир и президент Джибути Хассан Джулид. Муаммар Каддафи представил этот проект как подарок третьему миру и сказал празднующим: «После этого достижения удвоятся угрозы США против Ливии… Соединённые Штаты сделают всё под другим претекстом, но настоящей причиной будет стремление остановить это достижение, чтобы оставить народ Ливии угнетённым». Мубарак в своей речи на церемонии подчеркнул региональную важность проекта. Каддафи также обратился к египетским крестьянам с просьбой приезжать работать в Ливии, где население составляет всего 4 миллиона жителей, тогда как в Египте 55-миллионное население сконцентрировано на узких участках вдоль Нила и в регионе дельты этой реки.

### Обрабатывающая промышленность
В отличие от большинства стран региона Ливия имеет относительно развитую обрабатывающую промышленность. Важнейшие предприятия промышленности заложены во времена итальянского колониального присутствия. Основу составляют металлообрабатывающие и машиностроительные предприятия города Триполи.

### Сельское хозяйство

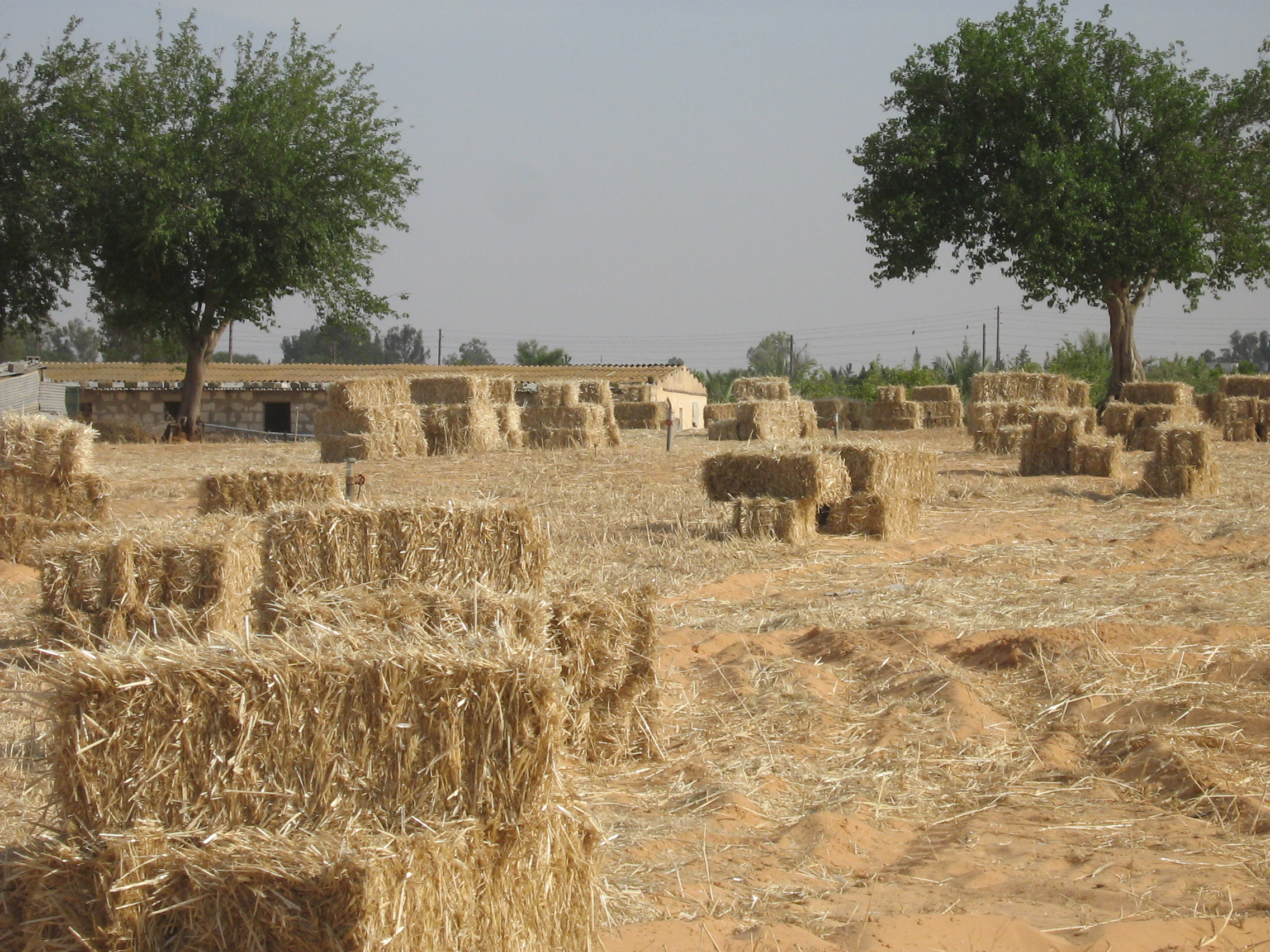
Поле в Бенгашире

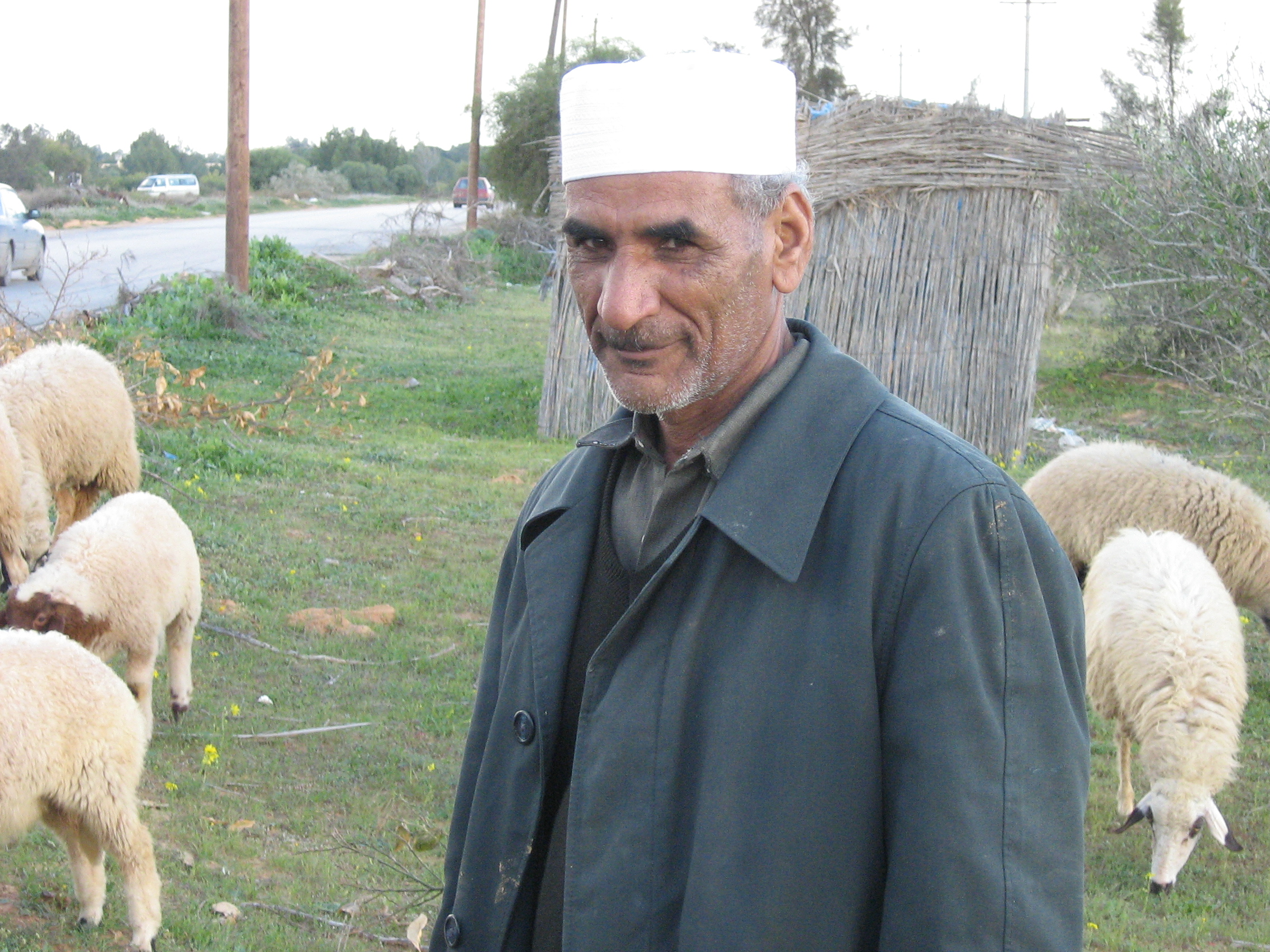
Выпас овец в январе. Бенгашир

В сельском хозяйстве занято 17 % работающих, оно даёт 4,2 % ВВП (в 2009 году).
В северной части Ливии развито поливное земледелие. Практически круглый год прямо с поля поставляются картофель, капуста, лук, помидоры, лимоны. Собирается несколько урожаев в год. Выращиваются зерновые культуры. Животноводство представлено выращиванием овец и верблюдов. Развито птицеводство. Вода поступает из подземных озёр в пустыне Сахара самотёком — источники воды находятся выше уровня моря на полкилометра. В Средиземном море вылавливаются тунец, сардина, кальмары. Собственное производство Ливии не обеспечивает потребности страны в продовольствии, большинство продуктов питания импортируются. В продаже постоянно итальянские спагетти, польское молоко и украинские колбасы, не содержащие свинины.

### Внешняя торговля
Экспорт — 16,1 млрд долл. (в 2017 году), главным образом углеводороды, общей стоимостью 15,5 млрд долл., в том числе сырая нефть (до 88 % от стоимости всего экспорта), нефтепродукты и попутный природный газ. Среди других экспортных товаров металлолом и химикаты.
Основные покупатели: Италия ($2,9 млрд долл.), Германия ($2,57 млрд долл.), Испания ($2,27 млрд долл.), Франция ($1,44 млрд долл.) и США ($1,29 млрд долл.).
Импорт — 8,07 млрд долл. (в 2017 году), нефтепродукты (до 19 % от общей стоимости), продовольственные товары, машины и оборудование, химические товары, включая лекарства, текстиль, бумажная продукция и др. потребительские товары.
Основные поставщики: Италия ($1,23 млрд долл.), Китай ($1,03 млрд долл.), Турция ($0,879 млрд долл.), Испания ($0,610 млрд долл.) и Тунис ($0,388 млрд долл.). Доля России составляет 131 млн долл. США или ок. 1,7 %.
Ливия привлекательна не только как источник углеводородов, но и как перспективный рынок сбыта современных вооружений. За 12 лет санкций её вооружённые силы пришли в упадок и нуждаются в модернизации.

### Транспорт

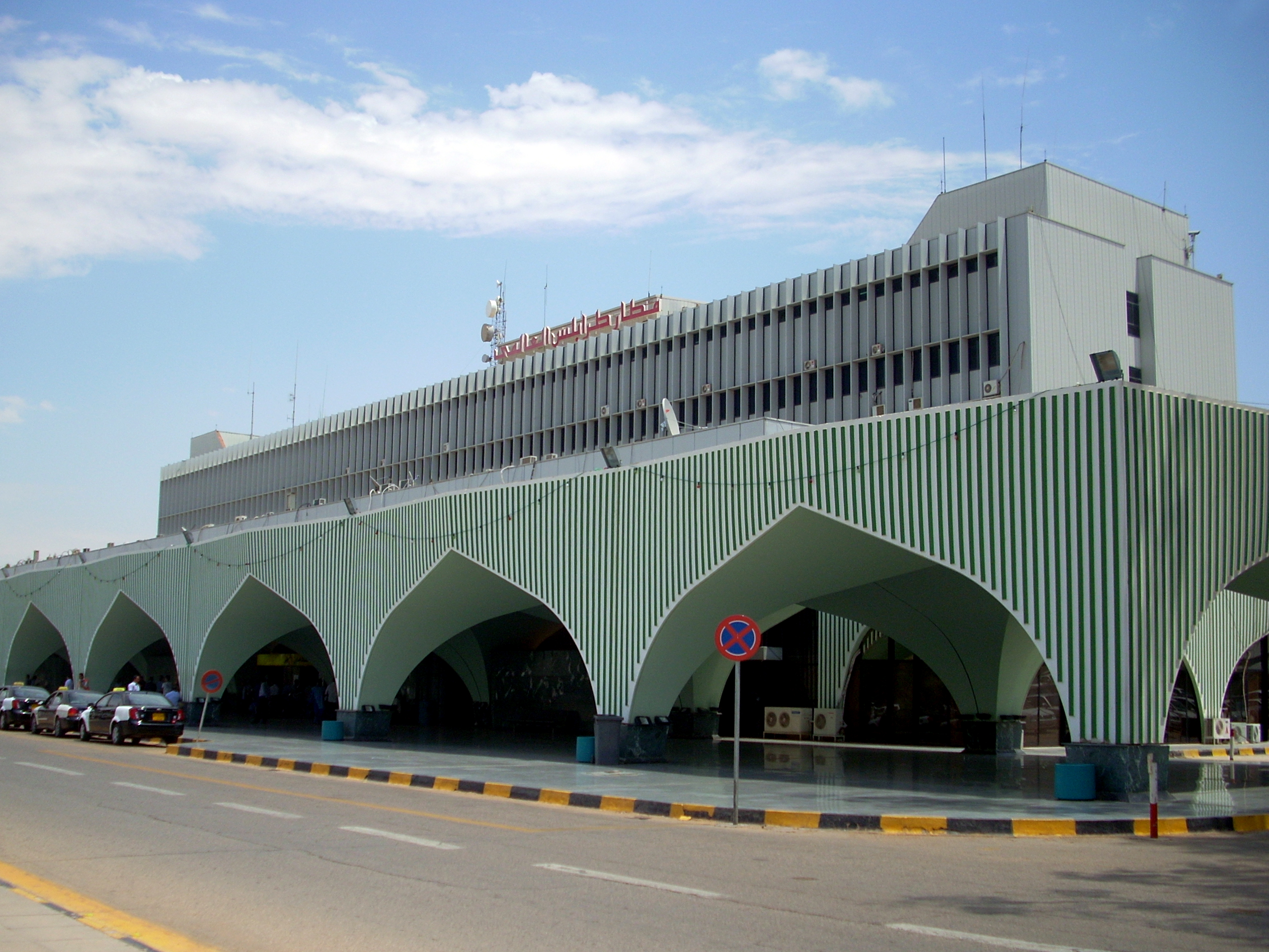
Международный аэропорт Триполи

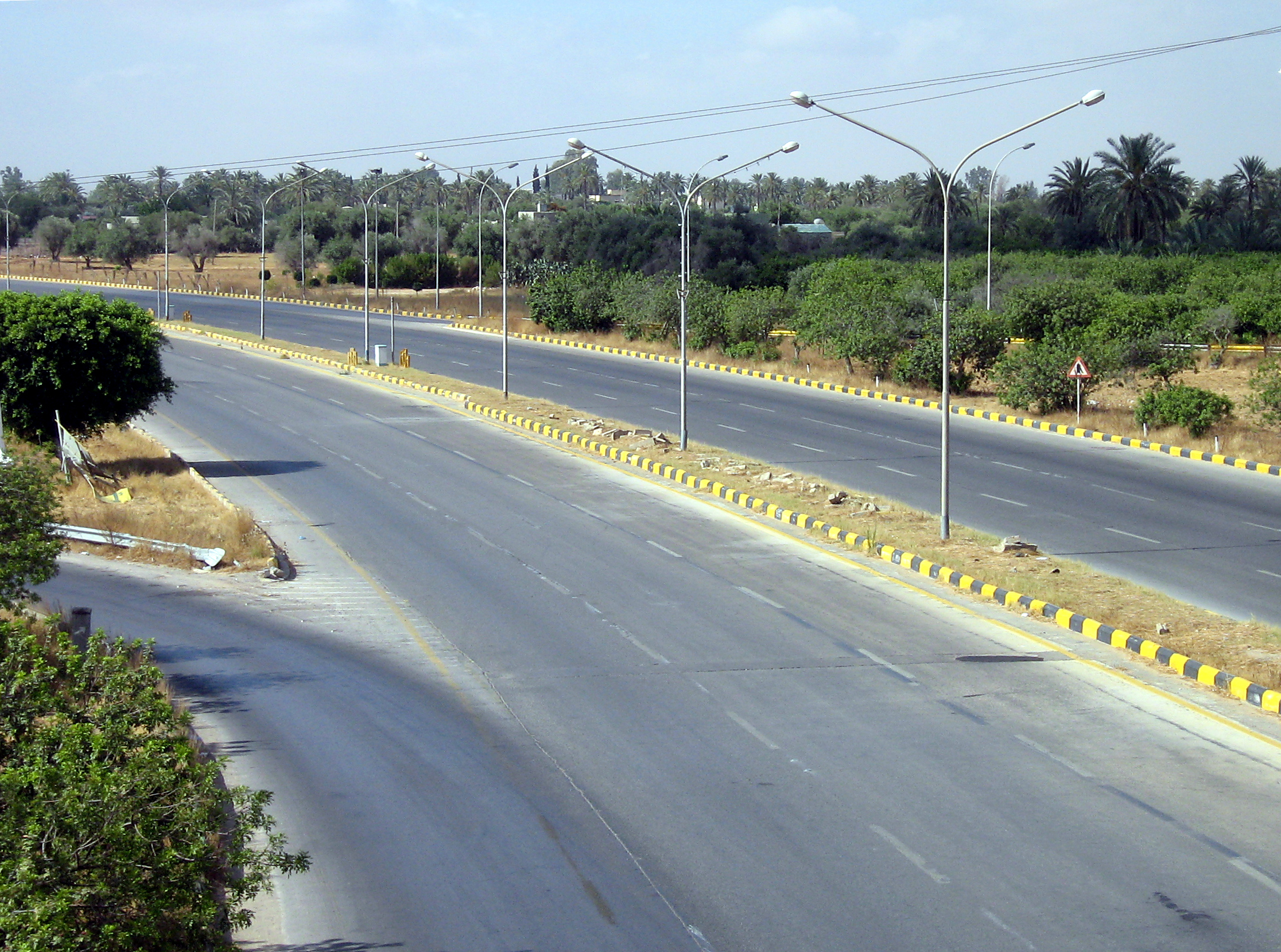
Дорога в международный аэропорт Триполи

Основной вид транспорта в Ливии автомобильный. Общая протяжённость автомобильных дорог Ливии с твёрдым покрытием свыше 47.6 тыс. км. Через Ливию проходит два трансафриканских автомобильных маршрута:
- шоссе Каир-Дакар[англ.]
- шоссе Триполи-Кейптаун

Страна имеет более 50 аэродромов с твёрдым покрытием, международные аэропорты Триполи, Бенина.
Важную роль в транспортном обслуживании играет морской транспорт. Главным портом страны является Триполи, также важную роль играют порты Бенгази, Аль-Байда, Дерна и Тобрук. Собственный грузовой морской флот Ливии насчитывает 26 судов, в том числе 12 танкеров.
Железные дороги в Ливии были закрыты в 1965 году, в течение нескольких последующих десятилетий железных дорог в стране не было.
В настоящее время имеется ряд проектов по воссозданию железнодорожной сети. Ведётся строительство железной дороги от Триполи до границы с Тунисом, открытие линии было запланировано ещё на 2009 год. В июне 2008 года началось строительство линии Триполи — Сирт, а 30 августа 2008 года строительные подразделения российской ОАО «РЖД» начали строительство 554-километровой линии от Сирта до Бенгази. В перспективе планируется проложить железную дорогу вдоль всего побережья: от границы с Тунисом до границы с Египтом, а также построить Транссахарскую железную дорогу в Нигер.

## Население

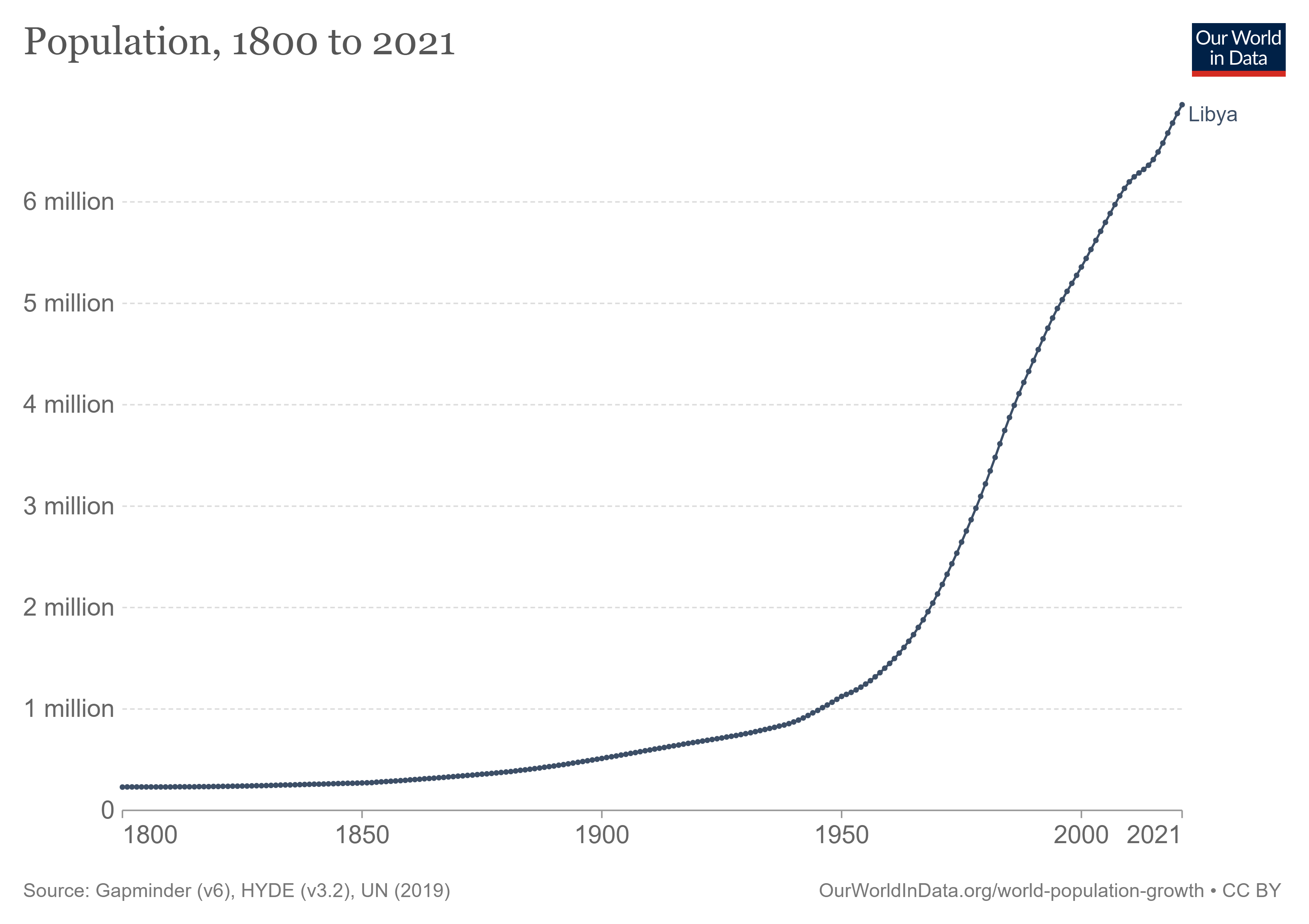
Демографическая кривая Ливии

Этнические группы Ливии
Арабы и арабоязычные берберы
Берберы
Туареги
Тубу
незаселённые территории

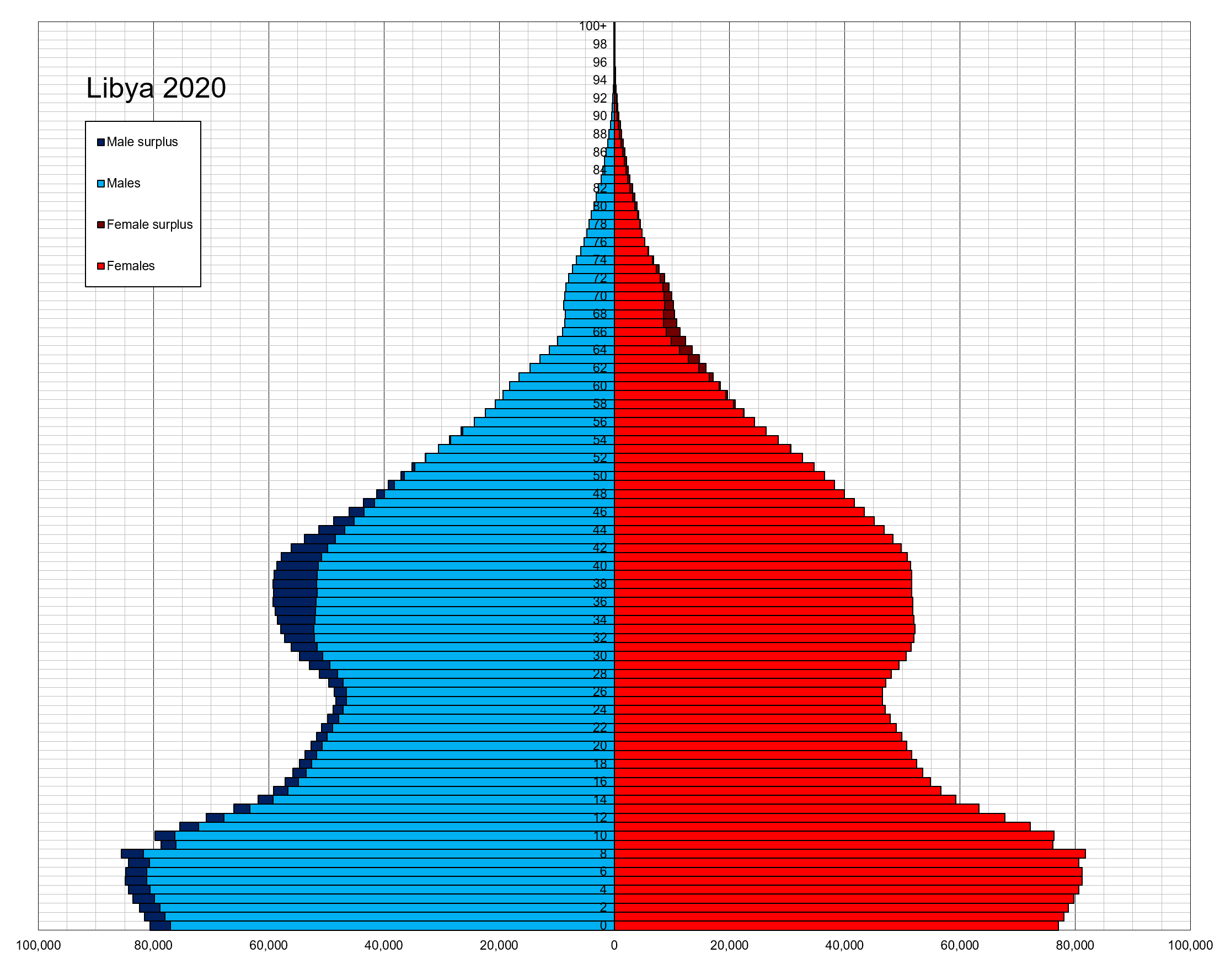
Возрастно-половая пирамида населения Ливии на 2020 год

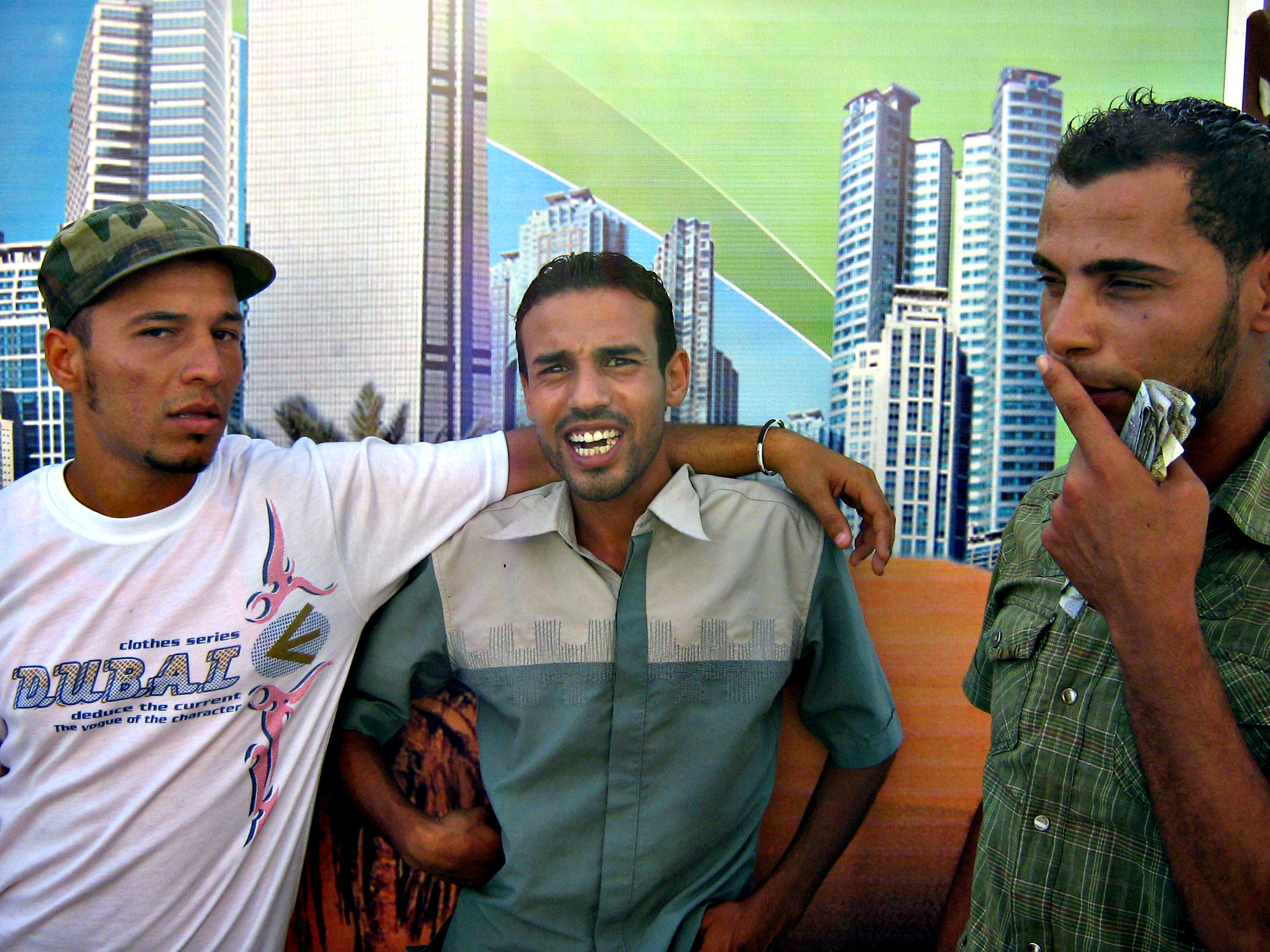
Молодые ливийцы

Численность населения — 6,46 млн, в том числе 167 тыс. иностранных работников (оценка на июль 2009).
Годовой прирост — 2,1 %.
Большинство население Ливии составляют арабы и арабизированные берберы, в юго-западной части Триполитании также проживают берберы, в Феццане проживают небольшие группы туарегов, на юго-востоке — тубу. Имеются также небольшие общины греков, турок, итальянцев и мальтийцев. Населению Ливии свойственно сохранение вплоть до настоящего времени, хотя и в значительно ослабленном виде, родоплеменной организации. Особенно хорошо она сохраняется в Киренаике, Феццане и в районе Западных гор в Триполитании.
Возрастная структура:
- 0—14 лет: 36 % (мужчин — 938 476; женщин — 899 139)
- 15—64 лет: 60 % (мужчин — 1 595 306; женщин — 1 485 069)
- 65 лет и старше: 4 % (мужчин — 97 770; женщин — 99 690) (2000 г.)

Ожидаемая продолжительность жизни при рождении:
- общая: 75,45 лет
- мужчины: 73,34 лет
- женщины: 77,66 лет (2000 г.)

Коэффициент фертильности:
- 3,01 ребёнка на одну женщину (2010 г.)

Грамотность:
- среди всего населения: 95,4 %
- мужчины: 96,9 %
- женщины: 94 % (2006 г.)

Заражённость вирусом иммунодефицита (ВИЧ) — 0,3 % (оценка 2001 года).

### Религия
Мусульман-суннитов — 97 %, христиан (коптской православной, католической, протестантской церквей) — 3 %, прочих — менее 1 %.

### Языки
Официальным языком в Ливии является арабский литературный язык, а основным разговорным языком — ливийский диалект арабского языка, около 300 тысяч ливийцев, главным образом туарегов, на юге страны, говорят на берберском.

## Культура

### Национальные праздники
Праздники утверждены после свержения Каддафи.
- 17 февраля — Революция 17 февраля — Начало гражданской войны в Ливии в 2011 году.
- 1 мая — Праздник труда — Празднование достижений рабочих.
- 16 сентября — День мучеников — День памяти ливийцев, погибших или беженцев в колониальный период и в ходе революции 17 февраля.
- 23 октября — День свободы — День освобождения от правительства Каддафи, провозглашённой 23 октября 2011 года.
- 26 октября — День траура.
- 24 декабря — День независимости Ливии (1951 год).

Отмечаются также:
- 28 марта — День эвакуации английских военных баз (1970 год).
- 11 июня — День эвакуации американских баз (1970 год).
- 23 июля — Годовщина египетской революции (1952 год).
- 7 октября — изгнание итальянских колонизаторов (1970 год).

Основные религиозные праздники:
- Ид аль-фитр — праздник разговенья.
- Ид иль-адха — праздник жертвоприношения.
- Ид иль-маулид — День рождения пророка Мухаммада.

## СМИ
После ликвидации Джамахирии существует государственная телекомпания Libya National Channel, в период Джамахирии существовала телерадиокомпания LJBC (англ. Libyan Jamahiriya Broadcasting Corporation, фр. Office général de la radio et de la télévision libyenne, араб. الهيئة العامة لإذاعات الجماهيرية العظمى‎), в которую входили радиостанции Радио Джамахирии, Голос Джамахирии, телеканалы Al-Jamahiriya TV, Al-Madina TV, Al-Jamahiriya Satellite Channel и др. В период существования королевства существовала государственная радиокомпания Радио Королевства Ливии (ар. Etha’at al-Mamlaka al-Libiya).

## Вооружённые силы
До гражданской войны в стране в 2011 г. вооружённые силы состояли из сухопутных войск, военно-морских сил и военно-воздушных сил и насчитывали 75 тыс. чел.
Когда в Ливии в начале 2016 года было учреждено Правительство национального согласия, часть ливийских вооружённых сил была названа ливийской армией, в отличие от другой части — Ливийской национальной армии, находящейся под командованием Халифы Хафтара и лояльной правительству в Тобруке. Фактически под номинальным командованием Министерства обороны ПНС в Триполе находятся лишь частично контролируемые бригады — вооружённые формирования бывших повстанцев, укомплектованных, главным образом, бывшими кадровыми военнослужащими и солдатами. Бригады второй группы укомплектованы бывшими повстанцами, объединёнными по территориально-племенному принципу и исламистами. Она не является действительно единой регулярной армией.
Ливийская национальная армия (ЛНА) Хафтара контролируют большую часть страны и борется против исламистских группировок и правительства в Триполи. Включает в себя наземные силы, военно-воздушные силы, военно-морской флот, силы противовоздушной обороны.

## В астрономии
В честь Ливии назван астероид (1268) Ливия, открытый 29 апреля 1930 года южноафриканским астрономом Сирилом Джексоном в обсерватории Йоханнесбурга.